# نگارگری ایرانی
نگارگری ایرانی به نوعی نقاشی ظریف و ریزنقش ایران گفته می‌شود که در گذشته بیشتر برای کتاب‌آرایی ادبی، علمی و پزشکی یا به گونه جداگانه (مرقع) ساخته می‌شده است. و امروزه از محدودهٔ کتاب‌آرایی فراتر رفته است. نام کاملی که همه بخش‌ها را در بر بگیرد «نقاشی ایرانی» (به انگلیسی: Persian Painting) است.
پس از آشنایی غرب با هنر نگارگری شرقی از روی همانندی در اندازه، غربیان واژه مینیاتور را برای نگارگری‌های ایرانی نیز به کار بردند. نگارگری ایرانی در بنیاد فلسفی و زیباشناختی با مینیاتورهای چین و ژاپن و از نگاه فنی با مینیاتورهای اروپا تفاوت دارد و تنها از دید اندازه و کوچکی با آنها یکی است.
هنر نگارگری ایرانی اسلامی از (سده چهاردهم میلادی، هشتم هجری) تا (سده هفدهم میلادی، یازدهم هجری) شکوفایی نمایان داشت؛ ولی نقش و نگارهای به جای مانده از دوران پیش از اسلام تا زمان حمله مغولان، و همچنین کارهای دیوارنگاری، پرده‌نگاری، قلمدان‌نگاری و مانند آن در سده‌های نزدیکتر نیز نمودهایی دیگر اما کمتر شناخته‌شده از نقاشی ایرانی به‌شمار می‌آیند.

## واژه‌شناسی
واژه نگارگری، برابر با نگاریدن، کشیدن نقش، نقاشی و صورتگری آمده است. واژه نگارگری ایرانی به چند شیوه نقاشی ایران در دوره‌های مختلف تاریخی گفته می‌شود که می‌تواند وابسته به یک کار هنری بزرگتر مانند کتاب، چیزهای کاربردی و آرایشی و با چندین شیوه مانند گل و مرغ، تذهیب، تشعیر انجام شود یا اینکه همچون کاری جداگانه مانند یک پرده، بوم، مرقع یا نقاشی دیواری انجام گیرد.
از دید واژگانی، مینیاتور واژه‌ای فرانسوی است که به هنرهای دستی ظریف و کوچک اندازه در قرون وسطی گفته می‌شد. در اصل کلمه مینیاتور از کلمه لاتین miniare که نوعی رنگدانه است گرفته شده است و بدین ترتیب مینیاتور به معنای «نوشتن در مینیوم» است بر این اساس در قرون وسطی خطاطی که از این اکسید استفاده می‌کرد به لاتین مینیاتور نامیده می‌شد. (مینیوم یک اکسید سرب است که به‌عنوان رنگدانه قرمز سرخ‌رنگ برای ردیابی حروف روی نسخه‌ها استفاده می‌شده است)
گفتن واژه مینیاتور به نگارگری‌های کهن ایرانی نارسا و گمراه کننده است. واژه مینیاتور کوتاه شده واژه فرانسوی مینی‌موم ناتورال و برابر با جهان کوچک است و در واژه برابر با کوچک‌تر نشان دادن است. این واژه در آغاز سده گذشته در فرهنگ مطالعاتی هنر ایران راه یافت و سپس به گونه همگانی کاربرد پیدا کرد. واژه مینیاتور تنها به نگارگری ایرانی گفته نمی‌شود بلکه هر اثر ریز نقش و ظریف هنری که این ویژگیها را داراست به همین نام خوانده‌می‌شود. نگارگریهای ایرانی را، چه کهن چه نو، که از شیوه و روش اروپایی پیروی نکرده و دارای ویژگیهای نقاشی کهن و جداگانه ای هست، مینیاتور نامیده‌اند درواقع این واژه یک لغزش فراگیر پرکاربرد شده است که واژه شایسته این زمینه را باید نگارگری نام گذاشت و گفت: هرچند که نگارگریهای ایرانی از لحاظ اندازه و ریزنقشی با مینیاتورهای قرون وسطی شباهت دارد اما این دو از لحاظ معنا و حتی کیفیت بصری قرابتی با یکدیگر ندارند.

## پیشینه

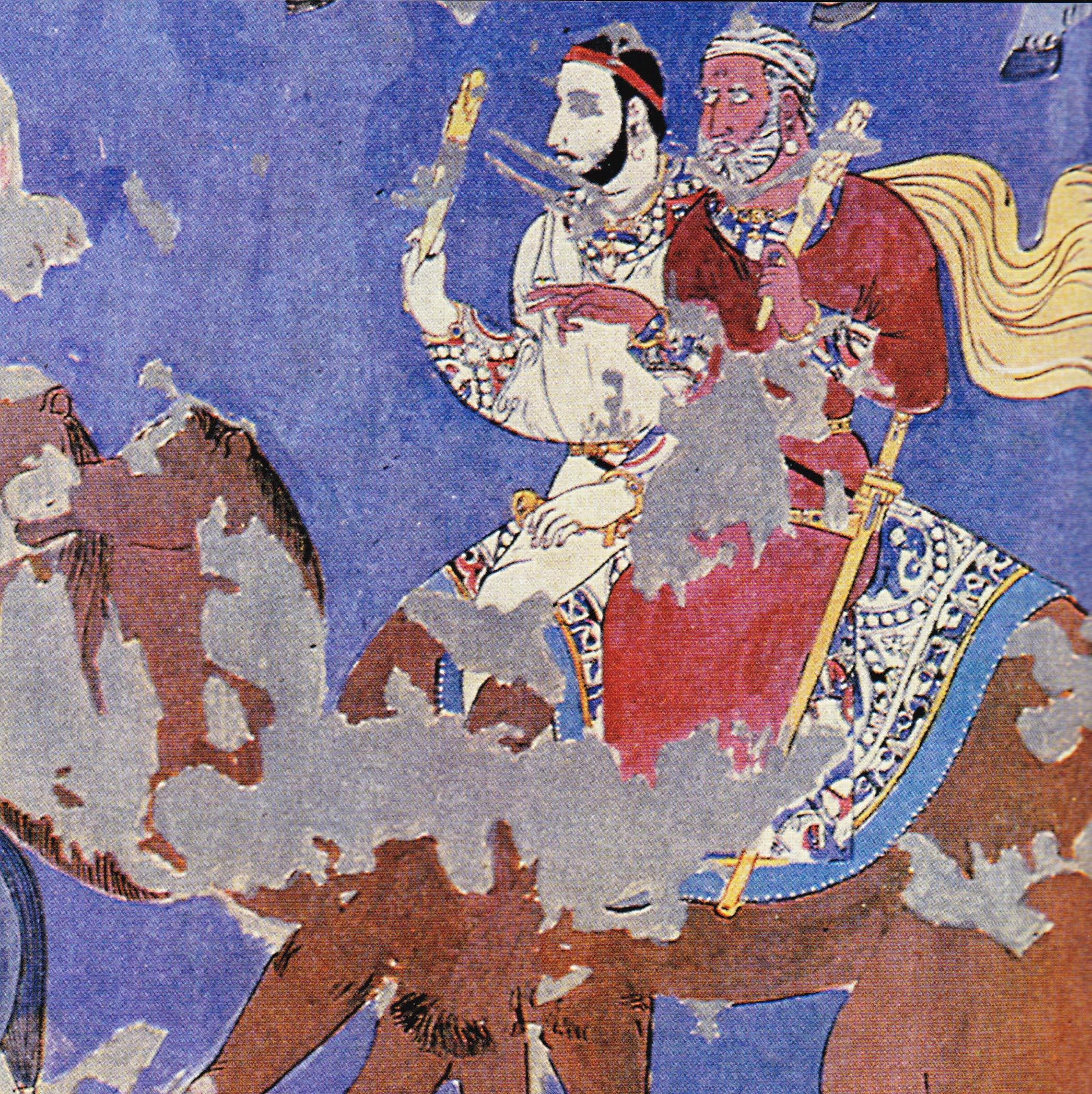
دیوارنگاره فرستادگان چغان به افراسیاب، سمرقند، اواخر سده ۷. م

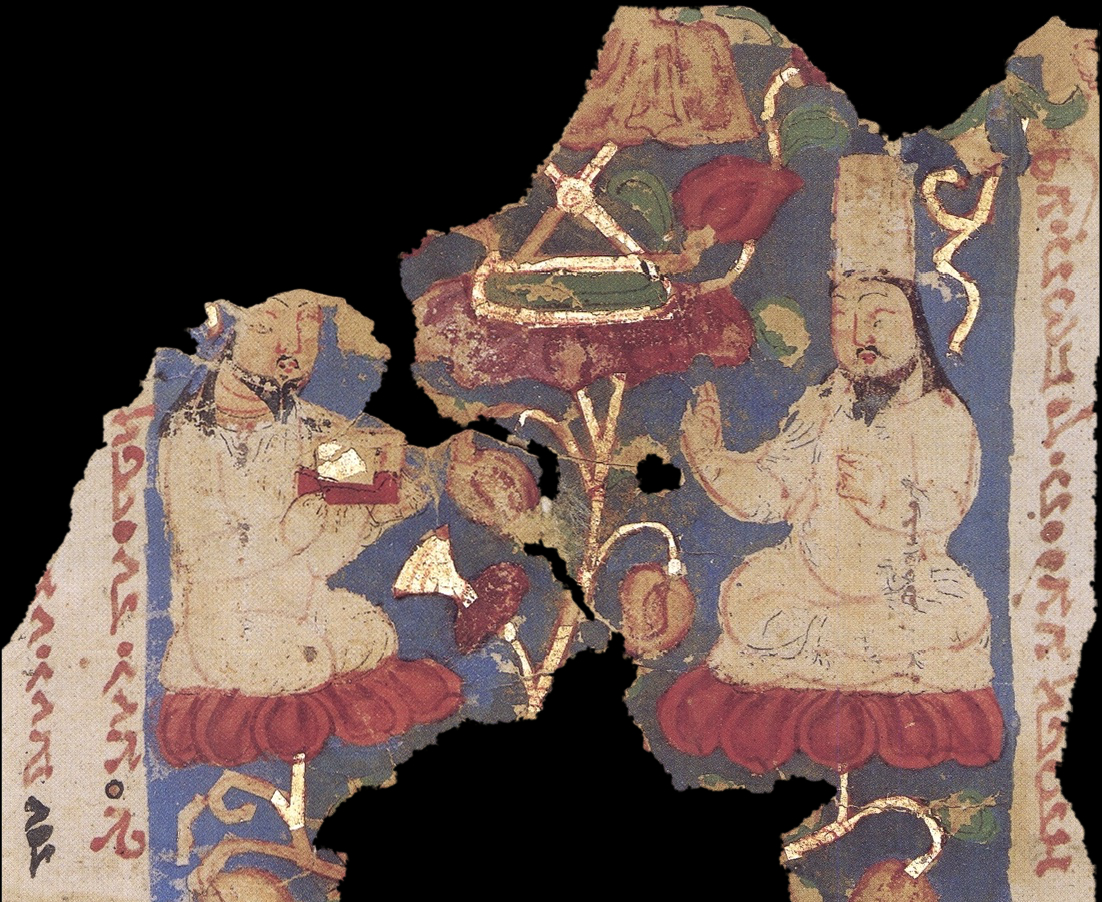
بخشی از نگاره کتاب مانی به خط سغدی

دستمایه‌های آراستن که از نگارگری ایرانی به یادگار مانده، پیشینه دیرینه‌ای در هنرهای ایران دارند. چنانچه در دوره پیشاتاریخی نخستین کارهایی که بتوان نام نقاشی بر آن‌ها نهاد، در غار دوشه لرستان به گونه ای چکیده به نمایش کشیده می‌شد یا در سنگتراشی‌های دورهٔ هخامنشیان شیوه‌ای آرمانی و اندیشه‌گرا هست که در نگارگری‌های ایرانی اسلامی هم دنبال می‌شود. با اینکه گواه کمی از نگاره‌های دیواری در ایران در دسترس است، می‌دانیم نگاره دیواری آمیخته با گچبری، از دوره اشکانیان در ایران کاربردی شد و در دوره ساسانی در جاهایی مانند کوه خواجه، و پنجکنت سمرقند در آسیای میانه به اوج خود رسید. داستان‌پردازی، رنگارنگی و شیوه نمایش پیکره‌ها (فیگورها) در نگاره‌های دیواری، به خوبی در نگارگری سده‌های آینده ردیابی‌پذیر است. مانی که نگارگری اشکانی بود و بر شیوه‌های نقاشی ایرانی در دوره خودش به خوبی تسلط داشت، به ترکستان شرقی که ترکان اویغوری حکومت می‌کردند مهاجرت و معروفترین اثر خود، یعنی کتاب ارژنگ را تصویرسازی کرد. در کتاب ارژنگ، عناصر ایرانی با عناصر بومی چینی دوره تانگ تلفیق و سبک خالصی به وجود آمد که بنا بر عقیده برخی پژوهشگران، نقاشی مانوی معروف به هنر مانوی، پایه و اساس نگارگری ایرانی اسلامی را به وجود آورده است. تمثال صورت و حالت نشسته فیگورها به صورت لوتوس و وقار و آرامش انسانها را می‌توان تأثیر گرفته از هنر بودایی و چینی دانست و از طرفی رنگهای طلایی و زرفام، لباسهای پر نقش و نگار و پس زمینه تخت و یکرنگ و هاله‌های طلایی دور سر از ویژگی‌های بارز نقاشی ایرانی بودند که در نقاشی مانی دیده می‌شد. بعدها این عناصر در دوره اوایل اسلام و دوره سلجوقی ظاهر می‌شوند.با ورود اسلام، کشور ایران تا مدت‌ها به دست امویان و عباسیان اداره شد. در نقاشی‌های دیواری کاخ جوسق الخاقانی در دوره عباسی می‌توان رد نقاشی ایرانی را مشاهده کرد. با توجه به شواهد، نقاشی دیواری، هنری رایج‌تر و مهم‌تر در ایران حتی پس از اسلام به حساب می‌آمده و با استیلای مغولان این هنر کمرنگتر شد اما همان عناصر تزئینی به نگارگری و کتاب‌آرایی انتقال یافتند.
با روی کار آمدن سلسله‌های ایرانی سامانیان، غزنویان، و آل بویه استقلال از دست رفتهٔ ایرانیان تا حدودی به آن‌ها بازگشت. بر روی سفالهای مینایی کشف شده در دوره سلجوقی و سامانیان در نیشابور و ری، همان موضوعات گرفت و گیر که در دوره ساسانی کار می‌شد با سبک ایرانی دیده می‌شود. طومارهای ارژنگ، نقوش تزئینی بر روی سفالها و نقاشی دیواری کاخها، نقش به سزایی بر رواج و انتقال هنر ایرانی به هنر اسلامی و به خصوص نگارگری داشتند.
بر اساس اسناد سه دورهٔ متمایز ولی پیوسته برای تاریخ نقاشی قدیم ایرانی در نظر گرفته می‌شود:
1. دورهٔ سنت‌های کهن، فاصله از طبیعت‌گرایی یونان-رومی، و بازگشت به سنتهای پیشین را نشان می‌دهند.
2. دورهٔ شکوفایی نگارگری
3. دورهٔ تکوین شیوه‌های التقاطی[۱۵]

## هنرمندان

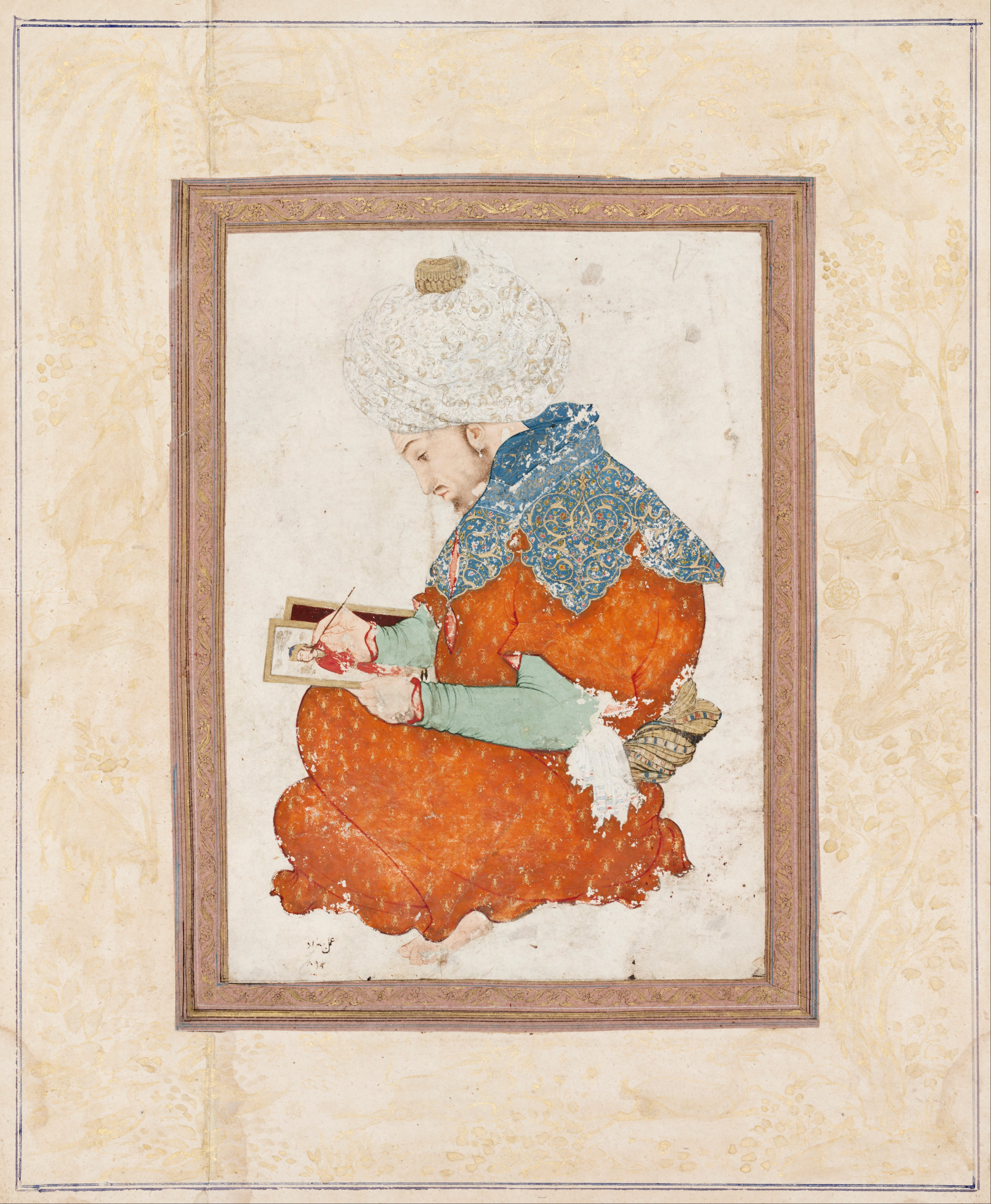
یک نگارگر حین خلق اثر، مجموعهٔ سلطنتی آل صباح در کویت

سنت اصلی کتابت و تولید هنر در دوره میانه اسلامی، به صورت کارگاهی بود و عمده هنرمندان نگارگر که معمولاً هم مرد بودند به صورت گروهی بر روی یک اثر یا کتاب کار می‌کردند. این افراد شاخص معمولاً با استعدادترین و حرفه‌ای‌ترین هنرمندان در کارگاه‌های بازار شهر بودند که به عنوان نگارگر سلطنتی منتخب می‌شدند. با این حال، هویت کارگاه‌های سلطنتی به صورت کامل واضح نیست و نیاز به شناخت بیشتری دارد چراکه با توجه به برخی از آثار باقی مانده متوجه می‌شویم که برخی حاکمان، هنرمندان را در هنگام سفر با خود به شهرهای مختلف می‌بردند و برخی از آنها قادر بودند در محیط شخصی‌تری کار کنند. معمولاً در هر کارگاه سلطنتی، سرپرستی باتجربه تعیین می‌شد که وظیفه اصلی وی نظارت بر آثار در حال تولید بود و حتی بروی تولیدات خود نیز دست به قلم می‌شد. هنرمندان نگارگر به دلیل کارِ گروهی و همین‌طور دید عارفانه‌ای که داشتند، آثار نگارگری خود را امضا نمی‌کردند و اگر هم اثری امضا می‌شد، از نامهای مستعار استفاده می‌کردند. از اولین آثار مرقوم کشف شده به دست یک نگارگر می‌توان به دیوان خواجوی کرمانی اشاره کرد که جنید بغدادی در دوره جلایریان مغول از خود در آن نام برده است.

## مکاتب
شیوه‌های نام‌گذاری مکاتب نگارگری ایرانی بر اساس مرکزیت امپراتوری حاکم بر کشور انجام شده است، یعنی هر جا که محل تمرکز قدرت و تجمع ثروت بوده و مقر حکومت کشور محسوب می‌گردیده است، هنرمندان از گوشه و کنار، به میل و رغبت یا به اکراه و اجبار، به آن جا می‌آمدند. این شیوه نامگذاری و تقسیم‌بندی مکاتب نگارگری ایرانی را محققان غربی رایج کرده‌اند که در پژوهش‌های ایرانی هم کم و بیش معمول شده است.
- نکته: باید توجه داشت که هم‌پوشانی‌ها در تاریخ‌هایی که در پس این بخش خواهد آمد، با توجه به پراکندگی حکومت‌ها و پایتخت‌های ایشان در قلمروی فرهنگ و هنر ایرانی و نه قلمروی سیاسی آن٫ قابل توجیه است.

از جمله مکتب‌های نگارگری ایرانی می‌توان این موارد را نام برد (به ترتیب تاریخی):
- مکتب بغداد یا (عباسی)
- مکتب سلجوقی
- مکتب تبریز اول (یا ایلخانی (مغول))
- مکتب شیراز اول
- مکتب جلایری
- مکتب شیراز دوم
- مکتب هرات
- مکتب ترکمان تبریز
- مکتب قزلباشی شیراز
- مکتب بخارا
- مکتب تبریز دوم
- مکتب قزوین
- مکتب اصفهان
- مکتب قاجار

### مکتب بغداد

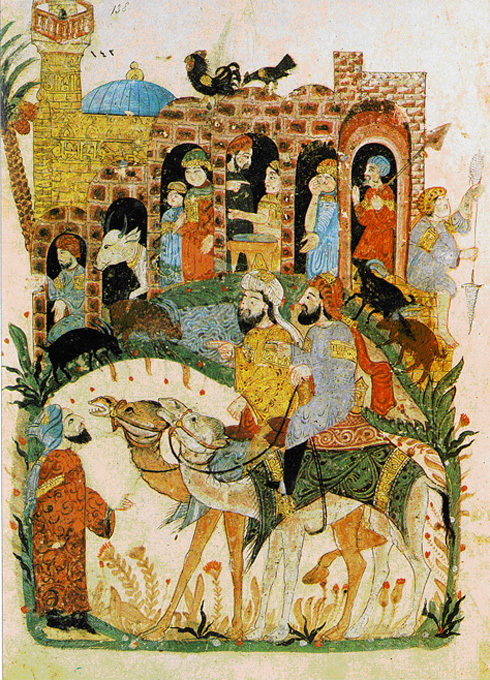
نگاره‌ای از کتاب مقامات الحریری نوشته حریری اثر یحیی بن محمود الواسطی - بغداد - ۱۲۳۷ میلادی

مکتب بغداد که به مکتب عربی یا مکتب عباسی هم معروف است دوره‌ای نسبتاً کوتاه برای هنر اسلامی در اواخر سده ۱۲ میلادی در پایتخت بغداد در دوره خلیفه عباسیان به حساب می‌آید. در این دوره کار ترجمه کتب غیر عربی رواج پیدا کرد. این سبک تحت نفوذ کمتر هنر ایرانی بود و تمایل بیشتری به سبک نقاشی بیزانسی و واقعگرایی داشت. هرچند در برخی آثار مثل کتاب الاغانی، تأثیرات هنر ساسانی و آسیای میانه مثل استفاده از ترکیب بندی متقارن، رنگ طلایی و هاله‌های دور سر قابل مشاهده است. می‌توان گفت ترکیب بندی‌ها و سبکهای کار شده در سبک بغداد از تنوع بسیار بالایی برخوردار است. برای مثال در برگی از کتاب التریاق، ما با سه صحنه متفاوت با ترکیب بندیهای گوناگون و سبکهای متفاوت روبرو هستیم که دلیل این تنوع بالا را می‌توان بر این گمان داشت که تصویرگران می‌خواستند به سلیقه‌های متفاوت مخاطبان پاسخ بدهند. به دلیل نقش داشتن مصوران عرب، ایرانی و سریانی (منصوب به سوریه) به این مکتب، لقب مکتب بین‌المللی داده‌اند. تصویرسازیهای این دوره بخشی از نوشته کتاب به حساب می‌آمده. به اینگونه که خطاط بخشی از صفحه را برای تصویرساز خالی می‌گذاشته تا بعد از اتمام کارش تصویرساز روی آن کار کند و معمولاً هم این فضاهای خالی، بدون کادر بوده‌اند و گویی که نگاره‌ها در فضا رهایند. به همین دلیل رنگ پس‌زمینه کارها رنگ خود کاغذ و به رنگ تربتی است. حالت بازنمایی صورتها شبیه نژاد سامی که دارای دماغهای کشیده و ریشهای سیاه هستند تصویرسازی می‌شد. از جمله هنرمندان این مکتب می‌توان به عبداله بن فضل و یحیی بن محمود الواسطی اشاره کرد. از نمونه‌های زیبا به عنوان مکتب بغداد می‌توان به کتاب مقامات حریری اشاره کرد که بیشتر تصاویر آن توسط محمود الواسطی کار شده‌اند. در تصاویر مقامات الحریری می‌توان ویژگیهایی مثل طراحی دقیق از حالت حیوانات و فیگورهای پرتحرک، و به تصویرکشیدن جمعی انسانها و حیوانات که به هم چسبیده‌اند را مشاهده کرد.

### مکتب سلجوقی

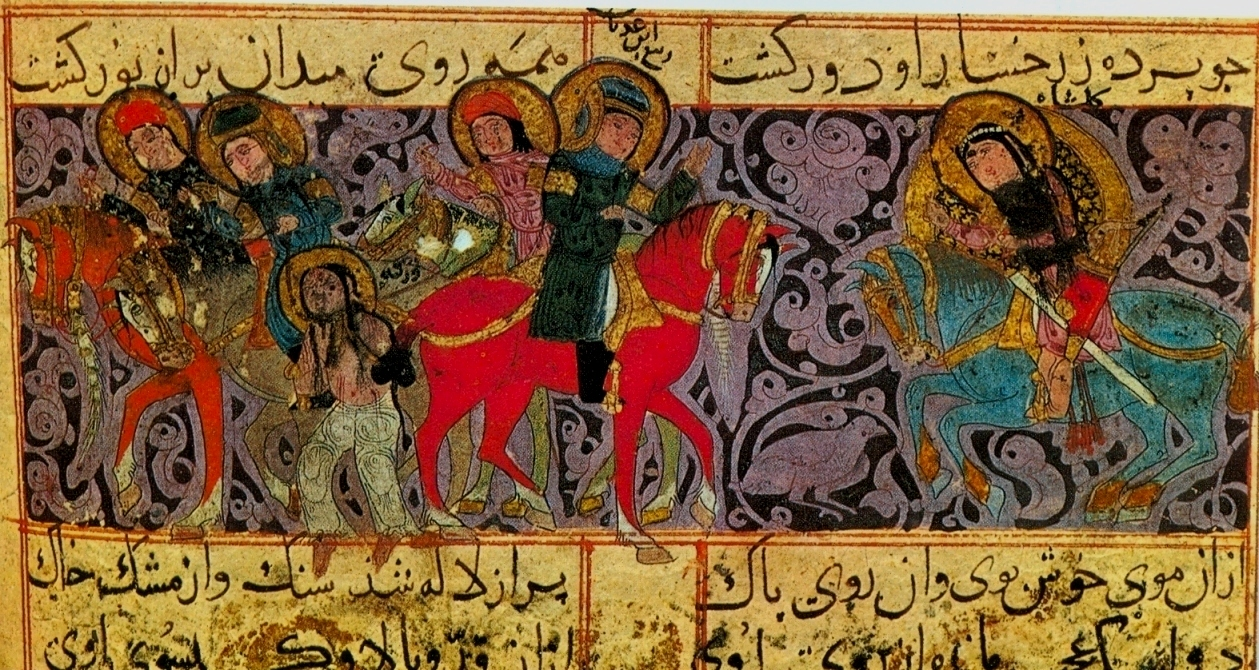
برگی از ورقه و گلشاه اثر مؤمن محمد خویی، دیوارسواران، محتملا آذربایجان، نیمه نخست سده هفتم هجری، از عناصر شاخص در ورقه و گلشاه می‌توان به چهرهای ماهرو، هاله‌های طلایی دور سر و بازبندهای طلایی اشاره کرد

در این دوره با اینکه احتمال می‌رود هنر بصری در شاخه‌های مختلف رواج پیدا می‌کند، آثار کمی برای بررسی به جا مانده و بیشترین منبع تصویری نقاشیهای روی سفالینه‌هاست. به علت تحریم استفاده از فلزات گرانبها در دوره اسلامی، ساخت ظروف سفالی رونق یافت. نقش‌های سفال‌ها عمدتاً ویژگی‌های نگاره‌های این عهد را بازتاب می‌دهند و در مورد خطوط از خط کوفی بر سفالینه‌ها سود برده‌اند. از منظر دیداری در این مکتب هم چنان ترکیب بندی‌های ساده هم چون مکتب عباسی حفظ شده ولی تأثیراتی که از نقاشی عهد ساسانی (و پیش از اسلام) و سلایق نقاشی آسیای میانه بر این مکتب حاکم شده وجه عمده تمایز آن با مکتب عباسی است. نقاشیهای روی سفال معمولاً یک یا دو پیکر انسانی در برابر یک منظره هستند که به صورت موجز و خلاصه شده و نمادین بر روی ظروف کشیده شده‌اند. در برخی موارد پیوند موضوعات ادبیات بر روی سفال قابل مشاهده است و احتمال می‌رود شاهنامه نیز در این دوره مصور شده باشد اما هیچ نمونه ای قابل دسترس نیست. تنها و اولین نمونه کتاب تصویرسازی شده مکشوف در این دوره، ورقه و گلشاه منظومه عاشقانه اثر عیوقی است. تصاویر داخل کتاب به صورت افقی هستند و معمولاً دارای زمینه‌های رنگی تخت به رنگ قرمز، آبی، سبز یا صورتی هستند. صورتهای شخصیتهای داستان شبیه نمونه‌های سفالین است و در کنار پیکره‌ها یک تک درخت یا گیاهی به صورت موجز دیده می‌شود که تجسمی خلاصه شده از طبیعت است. ترکیب‌بندی‌های تصاویر به صورت متقارن هستند و شباهت زیادی به حجاری‌های دوره ساسانی دارند. تصویرگر و شاید خوشنویس این منظومه هنرمندی ایرانی موسوم به مؤمن محمد خویی بوده که احتمالاً در قرن هفتم هجری در آذربایجان فعالیت داشته است. ورقه و گلشاه قدیمی‌ترین اثری است که در آن می‌توان پیوند نقاشی و ادبیات را بازشناخت.

### مکتب تبریز اول

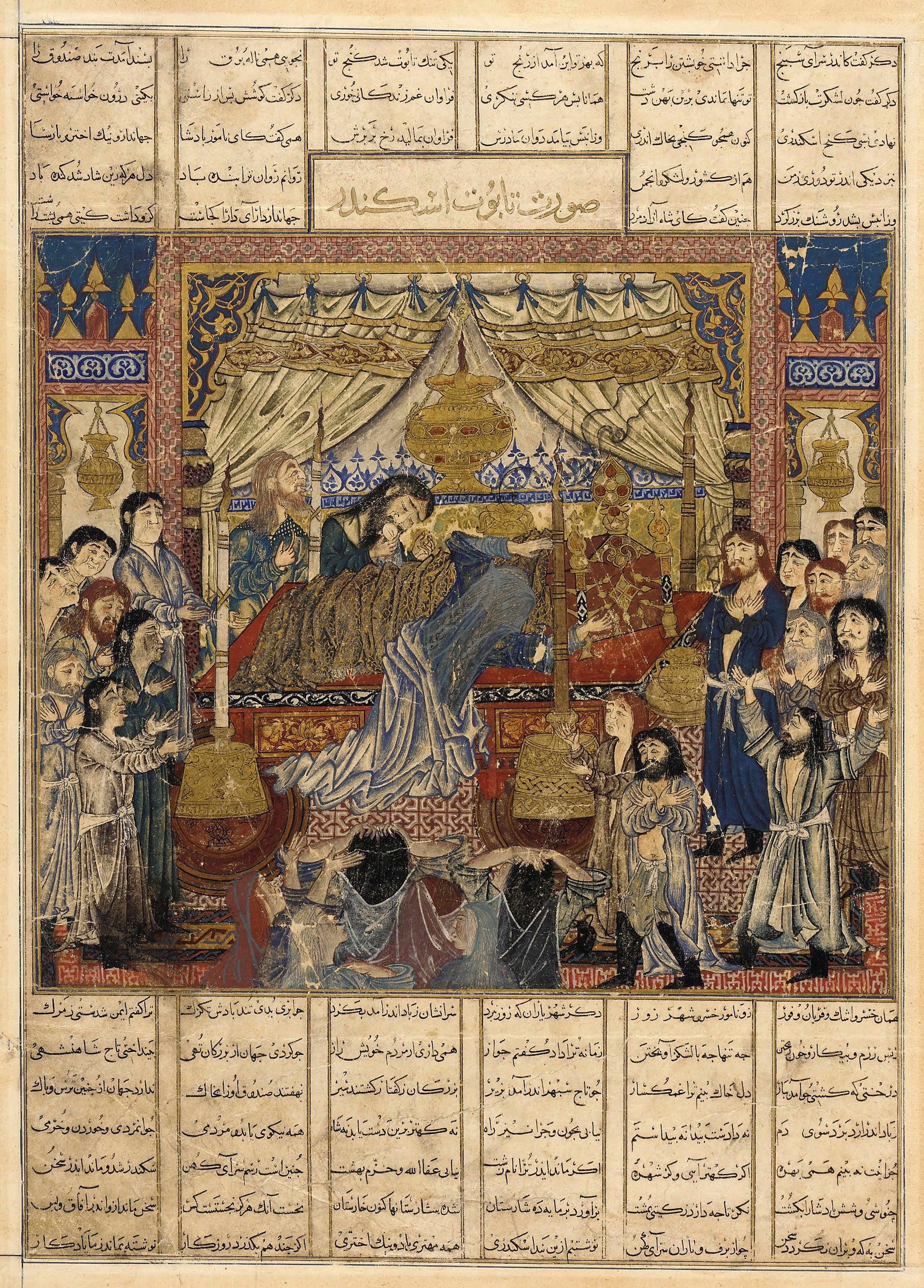
نگاره زاری بر مرگ اسکندر، شاهنامه دموت

با حمله مغولان و روی کار آمدن حکومت ایلخانیان، مراغه و تبریز به محل فرهنگی تبدیل می‌شوند. حکومت ایلخانی دو نتیجه مهم برای نگارگری ایرانی داشت. اولی انتقال عناصر و تکنیک هنر چین به ایران بود و دومی بنیان‌گذاری نوعی هنرپروری به صورت گروهی در کارگاه‌ها و کتابخانه‌های سلطنتی را به وجود آورد. مکتب تبریز اول که به آن مکتب مغول یا ایلخانیان نیز می‌گویند، همراه با دوره بعدی خود یعنی جلایریان بن مایه اصلی نگارگری ایرانی را تشکیل داده است. در این دوره سعی هنرمندان به یکپارچه کردن هنر دیداری و تصویری بود. از مهم‌ترین اتفاقاتی که می‌توان در این دوره به آن اشاره کرد ایجاد شهرکی فرهنگی در تبریز به دستور رشیدالدین فضل‌الله همدانی، وزیر غازان خان در نزدیکی تبریز بود. این مکان که ربع رشیدی نام داشت، محلی برای گرد هم آمدن هنرمندان، محققان و کاتبان ایرانی و خارجی بود. از آثاری که در ربع رشیدی تولید شد، جامع التواریخ است که هنرمندان زیادی با سبکهای متنوع روی آن کار کردند. سبک تبریز اول به‌طور کلی نسبت به دوره قبلی خود یعنی سلجوقیان تغییراتی اساسی کرد. نحوه هاشورزنی، پرداخت ابرها و کوه‌ها، نحوه پرداخت صورتها ترکیب‌بندی و دسم‌گذاری همه از هنر چینی وام گرفته شد و استفاده از رنگ نقره‌ای، پرداخت جامه‌ها یادآور هنر بیزانسی و بین‌النهرینی است. با این حال حالت فیگور انسانها و نحوه چیدن آنها در تصویر مایه ایرانی دارند. صحنه‌ها فراختر شدند و ما در تصاویر بخشی از آسمان را نیز می‌توانیم ببینیم.
اوج هنر تبریز اول را می‌توان در شاهنامه دموت دید که تأثیر هنرهای بیگانه درآن واضح‌تر است. با این حال از این تقلید الگوی بصری و مفهومهای جدیدی به وجود آمده‌اند. برای مثال اژدها در هنر چین نمادی از طبیعت و قدرت باروری است اما نقاش ایرانی بهرام را در حال جنگ با اژدها به عنوان نماد اهریمن به تصویر می‌کشد که این خود نشان‌دهنده بی‌توجهی از مفهوم آنها و تنها استفاده از الگوی چینی است. از هنرمندان سرشناس این دوره می‌توان به احمد موسی اشاره داشت.

### مکتب جلایری

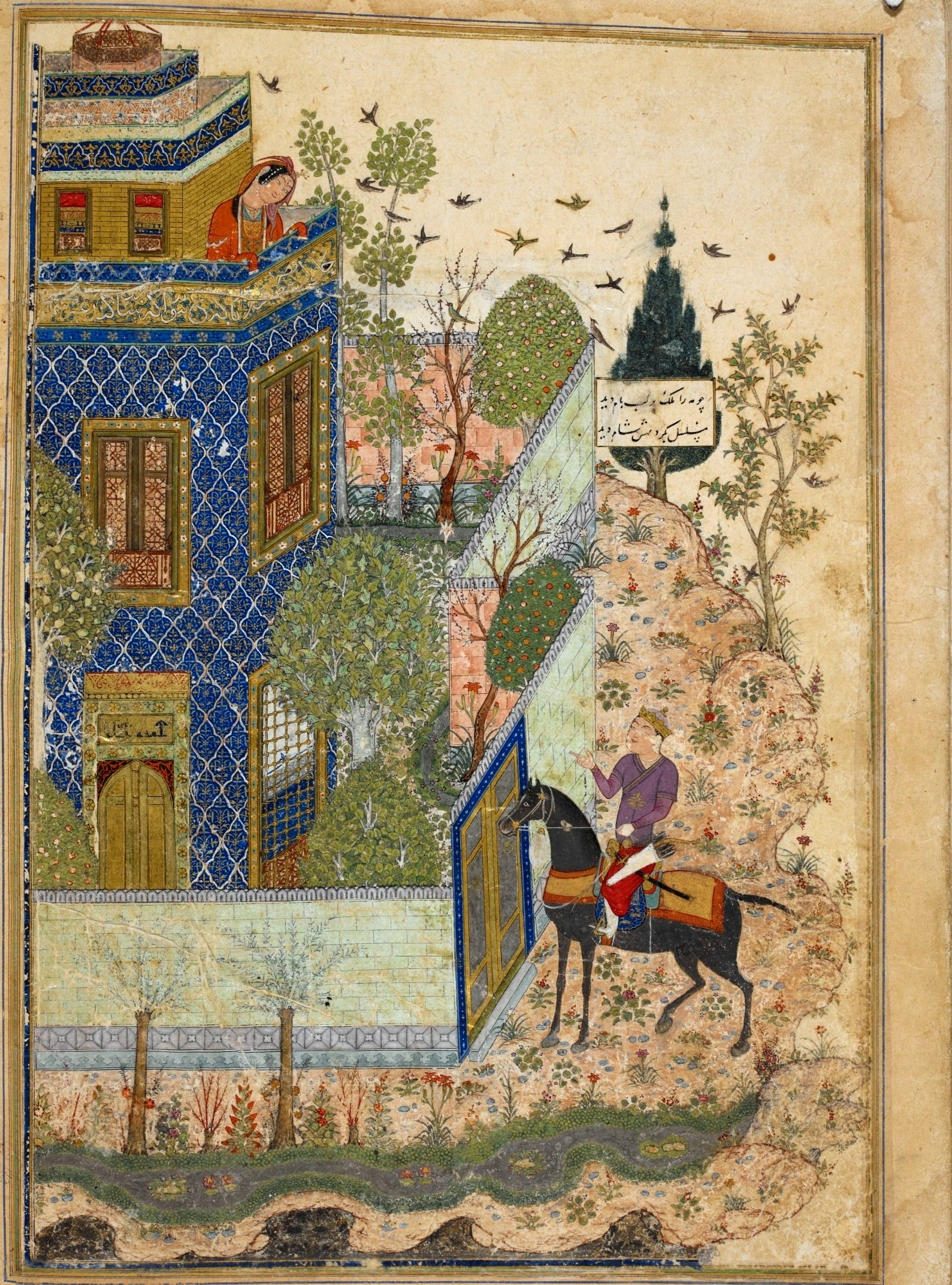
برگی از دیوان خواجوی کرمانی، همای و همایون، اثر جنید بغدادی

بعد از مرگ آخرین ایلخان مغولی٬ابوسعید بین خاندانهای مغولی جنگ قدرت درگرفت و سرانجام خاندان جلایریان قدرت را به دست گرفتند و قدرت خود را در تبریز و بغداد تثبیت کردند. در این دوره کتاب‌آرایی مورد توجه زیادی قرار گرفت وآثار دوره ایلخانی جمع‌آوری و نگه‌داری شدند. با وجود تنشهای بسیار در این دوره، بسیاری از هنرمندها به‌خصوص در دوره سلطان احمد جلایر مورد حمایت قرار گرفتند و حتی بسیاری از پادشاهان شعر می‌گفتند و نقاشی می‌کشیدند با اینکه هنرمندان راه مکتب ایلخانی را ادامه دادند اما روندی تجربی را نیز جلو بردند. نتیجه ممتاز این دوره دیوان خواجوی کرمانی است که یکی از نسخه‌های آن امضای هنرمندی به نام جنید بغدادی را در خود دارد. این امضا قدیمی‌ترین امضای یک نقاش ایرانی است که کشف شده است. در نقاشی‌های جنید و عموماً مکتب جلایری فضاها به‌طور کامل فراخ و گسترده شدند و نقاشی‌ها یک صفحه کامل را به خود اختصاص می‌دهند. پیکره‌ها در تصویر لاغر و بلند هستند و فضاهای معماری برای اولین بار به صورت همزمان هم داخل و هم خارج را نمایش می‌دهد. در این دوره کتب با خط نستعلیق جدید نوشته می‌شوند و نسبت به دوره ایلخانی رنگها سرزنده‌تر هستند و مسئله ارتباط انسان و طبیعت حل شده است.
در مجموع آثار دوره ایلخانیان و جلایریان را می‌توان به سه دسته اساسی تقسیم کرد. دسته اول آثار خالص ایرانی است و اگر هم تأثیری از هنرهای دیگر گرفته باشد با بن مایه ایرانی تلفیق شده. دسته دوم نقاشی‌هایی است که هنر ایرانی با هنر چینی تلفیق شده و تسلط هنر چینی در آن ملموس‌تر است و دسته سوم نقاشی‌هایی هستند که عناصر چینی به وفور در آن یافت می‌شود و تقریباً بیگانه هستند. آثار دوره جلایری در دسته اول قرار دارند و عناصر چینی تقریباً در کارها دیده نمی‌شود.

### مکتب شیراز اول
همزمان با مکاتب ایلخانی و جلایری در تبریز و بغداد در سده هشتم هجری در شهر شیراز جریان هنری مستقلی اتفاق می‌افتد. هنگام یورش مغولها حاکمان فارس با دیپلماسی و هوشمندی مانع از ویرانی این شهر شدند و این شهر با همان حاکمان قبلی به بقای خود ادامه داد و بسیاری از هنرمندان و فرهیختگان ایرانی به این شهر زیر سایه دو حکومت محلی آل اینجو و بعدتر آل مظفر پناه آوردند. به همین دلیل این شهر مرکزی برای حفظ و ادامه سنتها و هنرهای قدیم ایرانی مثل هنر سلجوقی و مقاومت دربرابر هنرهای بیگانه شد. از اتفاقات مهم در این زمان می‌توان به شکوفایی شعر و ادب فارسی و ظهور بزرگانی مثل سعدی و حافظ اشاره کرد. کارگاه‌های کتابت در ایران رونق بسیاری گرفت و تولید و تصویرسازی شاهنامه در شیراز رواج زیادی داشت. تصاویر کتابهای شیراز ساده و شبیه به کتاب ورقه و گلشاه دوره سلجوقی هستند. رنگهای تخت و زنده با پیکره‌های بزرگ با فضای کم عمق ما را به یاد سنتهای قدیمی هنر ایران می‌اندازد. در مکتب شیراز موضوع اصلی انسان است و دیگر نقوش اطراف آن را پر می‌کنند بعد از مرگ ابوسعید (آخرین پادشاه اینجو) شیراز و به دنبال آن برخی شهرهای دیگر از لحاظ هنری مستقل شدند. برای مثال در شهری مثل بهبهان نوعی تصویرسازی خاص از طبیعت بدون وجود انسان دیده می‌شود. در دوره آل مظفر تصویرسازی منظومه‌های تغزلی بیشتر مورد توجه قرار گرفت و فضاها فراخ‌تر شدند. مکتب شیراز با اینکه راهی جدا را نسبت به تبریز و بغداد داشت اما با این شهرها تبادل هنری و فرهنگی داشت و به روی یکدیگر تأثیر می‌گذاشتند می‌توان حدس زد در جریان این تبادلات رنگهای درخشان مکتب شیراز بر بغداد و تبریز تأثیر گذاشت و متقابلاً فضاسازیهای فراخ از تبریز و بغداد به شیراز رسید. تولیدات کتاب در شیراز به قدری زیاد بود که محصولات خود را به کشورهای دیگری مثل ترکیه و هند صادر می‌کرد. سنتی که از آن با نام سبک تجاری یاد می‌کنند و تا دوره مکتب اصفهان در شیراز پابرجا ماند.

### مکتب هرات

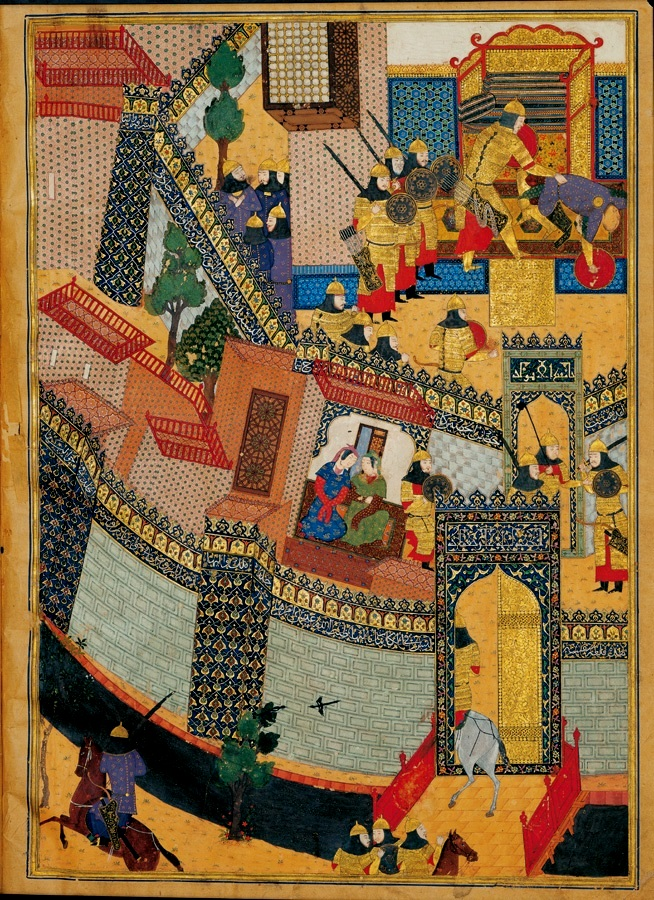
شاهنامه بایسنقری، اسفندیار ارجاسپ را می‌کشد تا خواهرش، همای را نجات دهد، موزه کاخ گلستان، احتمالاً اثر میرخلیل و مولا علی

اواخر سده هشتم تیمور گورکانی به ایران حمله کرد و جانشینش شاهرخ، مرکز حکومتش را شهر هرات برگزید. در کارگاه درباری شاهرخ، بایسنقرمیرزا دستاوردهای گذشته نگارگران شیراز، تبریز و حتی نقاشی چینی باهم ترکیب شد و مکتب هرات را به وجود آورد. سبک نگارگری در دوره بایسنقر میرزا به سبکی رسمی و ثابت تبدیل شد که نمونه کامل آن را می‌توان در شاهنامه بایسنقری مشاهده کرد. هنرمندانی مثل جعفر تبریزی، قوام الدین، میرخلیل و خواجه غیاث الدین در دوره بایسنقر میرزا بودند. هرات بعد از مرگ شاهرخ تا دوره پادشاهی حسین بایقرا داری اغتشاشات زیادی بود اما با این حال آثاری مستقل از هنرمندان در این دوره به دست آمده است که می‌توان به آثاری از مولانا ولی‌الله و منصور اشاره داشت. با بروی تخت نشستن سلطان حسین بایقرا و یکی از وزیران او به نام میر علیشیر نوایی، ایران یکی از باشکوه‌ترین دوره‌های خود را در هنر تجربه کرد. انواع هنرها رونقی تازه گرفتند و هنرمندان ارج نهاده شدند. میرعلیشیر نوایی با حمایت سلطان حسین، محفلی از فرهیختگان را تشکیل داد که بدون درنظر گرفتن جایگاه اجتماعی، گرد هم می‌آمدند و ایده‌ها و آثارشان را با هم به اشتراک می‌گذاشتند. از افراد این محفل می‌توان به واعظ کاشفی، کمال‌الدین بهزاد و سلطانعلی مشهدی اشاره کرد. در این دوره در کنار استادان قدیمی که سبک باینسقری را ادامه می‌دادند، هنرمندان نخبه و جوان تربیت شدند که تجربه‌های جدیدی را وارد نگارگری ایرانی می‌کردند. برای نمونه حاجی محمد هروی معروف به محمد سیاه قلم آثاری همراه با طنز و گروتسکی ایرانی ایجاد می‌کرد یا کمال الدین بهزاد که در تصاویرش نگاهی معطوف به انسان داشت و زندگی روزمره مردم را وارد آثار نگارگری درباری کرد.
در این دوره فن چهره‌سازی کم‌کم رواج پیدا کرد که آن را نیز به کمال‌الدین نسبت می‌دهند. چهره‌هایی از فرمانروایان آن زمان مثل سلطان حسین و شبیک خان از او باقی مانده است. این شیوه از زمان ورود جنتیل بلینی که به دعوت یکی از سلاطین عثمانی به استانبول آمده‌بود در بین هنرمندان تیموری نیز رواج پیدا کرد. مکتب هرات دارای جریانات مختلف هنری و تنوعات بالایی است اما معمولاً آثار دوره سلطان حسین و کمال‌الدین بهزاد به عنوان مکتب کمال‌الدین بهزاد نیز شناخته می‌شود. به‌طور کلی می‌توان گفت در مکتب هرات رنگها غنی تر شدند و تصاویر دارای ترکیب بندیهای پیچیده‌تری مثل دایره و متقاطع شد. فعالیت و جزئیات انسانها بیشتر موردتوجه قرار گرفتند و سنت کارگاهی به جریانی ثابت در نگارگری ایرانی تبدیل شد. مکتب هرات و به‌خصوص سبک کمال‌الدین بهزاد به قدری گسترده و قوی بود که بر دوره‌های بعدی خود مثل مکتب تبریز دوم تأثیر مستقیم داشت.
پس از روی کار آمدن حکومت شیبانیان در هرات، محمد خان شیبانی پایتخت را به بخارا برد و به این ترتیب هنرمندان مکتب هرات به بخارا کوچ کردند و مکتبی با نام مکتب بخارا شکل گرفت که دنباله‌رو مکتب هرات بود. مهم‌ترین هنرمند مکتب بخارا محمود مذهب بود که شیوه کمال‌الدین بهزاد را ادامه می‌داد. خصوصیات مکتب بخارا عبارت بودند از غنی بودن رنگها، جزئیات زیاد در حین شکلهای ساده، پیکرهای کوتاه و ساختمانهای از روبرو. نقاشیهای بخارا معمولاً مستقل از کتاب تصویرسازی می‌شدند و بعدها به کتاب الحاق می‌گردیدند. زمینه حاشیه تصاویر را معمولاً با تشعیر پر می‌کردند.

### مکتب شیراز دوم
در شیراز در دوره تیموریان و در اواخر سده هشتم، دو نواده تیموری، یعنی اسکندر سلطان و ابراهیم سلطان حاکمان شیراز بودند که هر کدام به نوبه خود تأثیر بسزایی بر هنر شیراز گذاشتند. اسکندرسلطان بعد از یورش تیموریان هنرمندان شیراز را دوباره گرد هم آورد. احتمالاً پیر احمد باغشمالی در کارگاه اسکندر سلطان فعالیت می‌کرده. نگارگران اسکندرسلطان جُنگ‌هایی را تصویرسازی می‌کردند که معروف به منتخب‌های اسکندرسلطان شدند. سبک درباری اسکندرسلطان قبل از شروع مکتب هرات شروع شده بود و نخستین امتزاج هنرهای عالی نگارگری ایران از جمله سبک جلایری و آل مظفر را نشان می‌داد. استفاده از رنگ آبی لاجوردی، صخره‌های اسفنجی در حاشیه افق آسمان، پیکره‌های لاغر و رنگی و بناهای آراسته با نقوش پرتزپین از ویژگیهای مکتب اسکندر سلطان بودند که بعدها به صورت مستقیم در مکتب هرات نیز انتقال پیدا کرد.
اسکندر سلطان به دلیل اختلافاتی که با شاهرخ تیموری داشت از حکومت عزل شد و فرزند شاهرخ، ابراهیم سلطان حکومت شیراز را به دست گرفت. حکومت ابراهیم سلطان تحول عظیمی را در سبک شیراز پدیدآورد. پیکره‌ها دارای طراحی قوی تری شدند و رنگها خاموش تر شد قرینه سازی به شدت در آثار پیداست. عناصر نوشتاری در ترکیب بندی اهمیت خاصی پیدا کردند و قواعد ثابتی برای چینش و صفحه‌آرایی نوشته‌ها وضع شد که به سبک جدایی ناپذیر سبک شیراز تا اواخر سده دهم هجری تبدیل شد. قاعده کلی چنین بود که با جای دادن دو یا چهار کتیبه در بالا و پایین نگاره، ساختاری متقارن و هندسی در فضای کار به وجود می‌آورد و غالباً موضوعات مهم در بخش میانی و در زیر خط افق نمایان می‌شوند.
از آثار این دوره می‌توان خمسه نظامی و شاهنامه ابراهیم سلطان را نام برد.

### مکتب قزلباشی شیراز

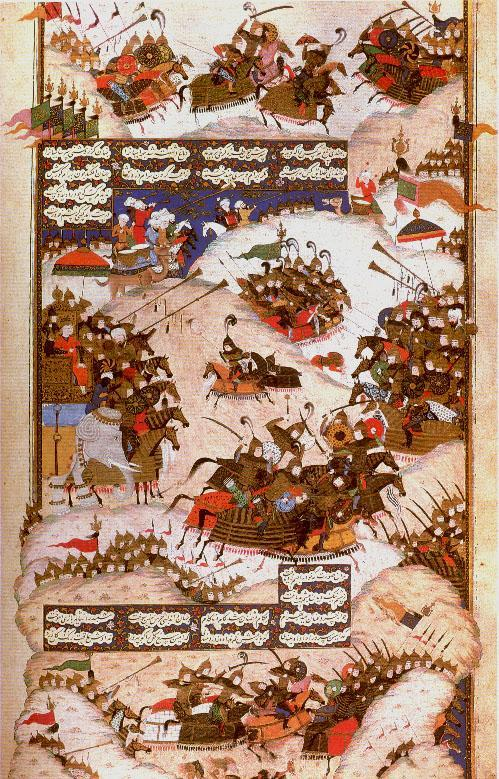
خسرو و بهرام چوبین در جنگ، اثر درویش محمد، تبریز، خمسه نظامی، سده هشتم هجری، سبک ترکمن

در سده هشتم هجری دو قوم ترکمن در جریانی موازی بخش باختری ایران را به تصرف درآوردند. ابتدا قره‌قویونلوها قدرت گرفتند و تبریز را مرکز حکومت کردند و سپس آق قویونلوها سراسر ایران به جز خراسان را تصاحب کردند. به‌طور کلی سبک ترکمنان مخلوطی از مکاتب هرات، تبریز، شیراز و بغداد بود. آنها مانند رسم تیموریان کارگاه سلطنتی برپا کردند و همه نگارگران محلی و غیرمحلی را به خدمت خود درآوردند. نتیجه اینکار شیوه‌ای نوین و متفاوت بود که مشخصه‌های بارز آن پیکرهای خپل، چهره‌هایی گرد با ابروان قوس‌دار و دهانی کوچک است. آثاری که در منطقه تبریز تولید می‌شدند، به سبب ریشه‌های پربار نقاشی از طبیعت در مکتب تبریز اول، در نگارگری ترکمن طبیعت بیشتر مورد توجه قرار گرفت و مناظری خیالی و غریب به وجود آمدند.

همان‌طور که قبلاً ذکر شد، در شیراز سبکی تجاری از دوره مکتب شیراز اول وجود داشت که سنت آن با ورود ترکمنان نیز ادامه پیدا کرد. سبک غیردرباری ترکمنی ساده و بی‌پیرایه بود اما می‌توان گفت به دلیل خاصیت تجاری داشتن، و تولید بالا سبکی مناسب برای اینکار به حساب می‌آمد. با این حال این تصاویر از لحاظ توصیف بسیار صریح و واضح‌اند. از جمله هنرمندان شیراز که احتمال می‌دهند مبدع سبک تجاری باشد، فرهاد نام دارد. او همان هنرمندی است که نسخه خاوران نامه نوشته ابن حسام خوسفی را تصویرسازی کرد. این نگاره‌ها دارای ترکیب‌بندیهای نوینی هستند که تخیل فرهاد را در آن به خوبی نشان می‌دهد. واپسین و پیشرفته‌ترین سبک ترکمن دوره حکومت یعقوب بیگ آق قویونلو رخ داد. در آن زمان هنرمندانی مثل شیخی و درویش محمد تصاویری از خمسه نظامی را تولید کردند. در این تصاویر مناظر رؤیایی و رنگهای متنوع به چشم می‌خورد و طبیعت بر انسان برتری می‌یابد. قدرت تخیل این تصاویر آنقدر بالاست که نوک کوه‌های اسفنجی به حالت صور انسانی و حیوانی درآمده‌اند. این توصیف شاعرانه از طبیعت توسط سلطان محمد به مکتب صفوی نیز راه پیدا کرد.

### مکتب تبریز دوم

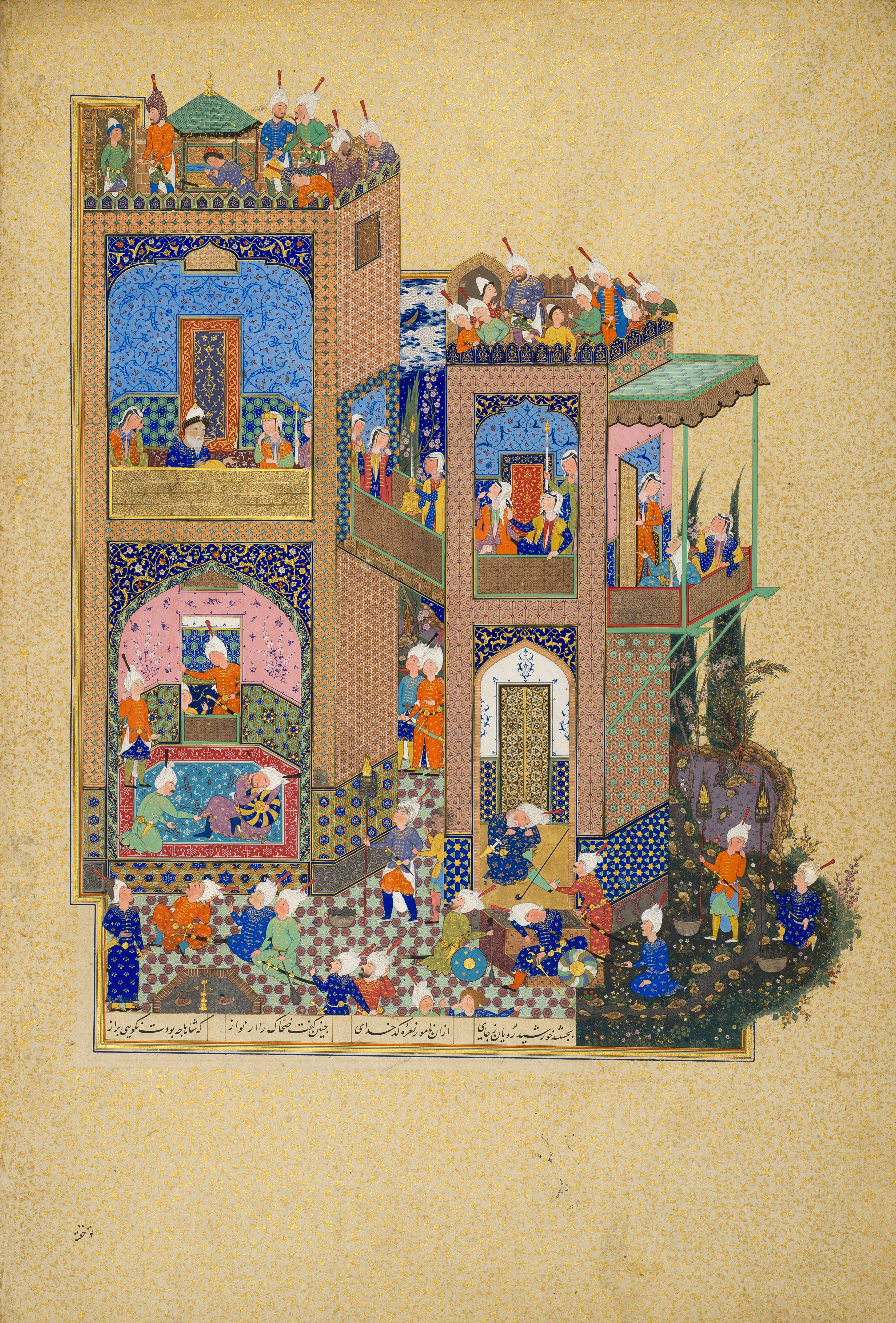
برگی از شاهنامه طهماسبی، داستان ضحاک، اثر میرمصور

با تشکیل حکومت صفویه شاه اسماعیل مرکز حکومتش را تبریز برگزید و نگارگران ترکمن از جمله سلطان محمد را در تبریز جمع کرد. هنرمندان مکتب هرات نیز مانند شیخ‌زاده و کمال‌الدین بهزاد ابتدا تحت فرمان حکومت صفویه در هرات اثر هنری تولید می‌کردند و سپس در زمان حکومت شاه تهماسب به تبریز مهاجرت کردند. از آثار معروفی که در هرات صفویه تولید شد، می‌توان به ظفرنامه اشاره کرد که دارای ترکیب‌بندیهای شلوغ، رنگهای متنوع و طراحی قویست و ردهایی از قلم بهزاد در آنها دیده می‌شود. آثار بهزاد در مقایسه با آثارش در مکتب هرات تیموری، از روحیه شادابی کمتری برخوردار است و رنگها به خاموشی گراییده که می‌توان دلیل آن را سلیقه سفارش‌دهندگان دربار دانست. از ویژگیهای اصلی‌ای که به‌طور عمده در نگارگری‌های صفویان می‌بینیم، وجود نوعی عمامه، معروف به عمامه قزلباش است. با هم آمیزی نگارگری باختری و خاوری ایران، سبکی اصیل و کامل به وجود آمد که نمونه‌های درخشان آن شاهنامه تهماسبی و خمسه تهماسبی هستند که حاصل تلاش گروهی هنرمندان بر روی آنهاست. در این دو اثر با دو قطب اصلی سبک سلطان محمد و سبک ترکمنی ودر مقابل نگارگران کلک بهزاد روبرو هستیم. به نظر می‌رسد در تصاویری که طبیعت غلبه بیشتری دارند و کمی خیالی است، مکتب ترکمن و سلطان محمد در آن نقش داشته و آثاری که انسان مورد توجه بیشتری قرار گرفته و روابط انسانی مد نظر است، نگارگران کلک بهزاد آن را تولید کرده‌اند. نگارگری‌ها در مکتب تبریز بسیار شلوغ‌تر شده و انسانهای بیشتری در یک صحنه جای داده شده‌اند که همین موضوع باعث ترکیب بندی‌های پیچیده‌تر و تنوع رنگی بالای آثار شده است و غالباً فیگورها از فضا بیرون رانده شده‌اند. در مکتب تبریز دوم با اینکه پرسپکتیوی وجود ندارد و همان اصول نگارگری ایرانی اصیل رعایت شده، اما به دلیل روابط پیچیده عناصر و معماری‌ها تصاویر هم دوبعدی و در عین حال سه بعدی به نظر می‌رسند. همزمانی اتفاقات و مکانها در مکتب تبریز دوم به اوج خود رسیده است و در یک تصویر می‌توان اتفاقات گوناگونی را که در یک فضا کار شده‌اند را دید اما با این حال آثار را یکپارچه و واحد ببینیم. سبک تبریز دوم با انتقال پایتخت به قزوین متوقف شد و پس از قطع پشتیبانی شاه تهماسب از هنر بسیاری از هنرمندان به شهرهای مختلف پراکنده شدند. از طرفی در مشهد ابراهیم میرزا، شاهزاده جوان صفوی کارگاهی تشکیل داد و هنرمندان ترد شده در تبریز و هنرمندان محلی مشهد را گرد هم آورد و به این ترتیب خط سبک تبریز صفوی با رویکردهایی جدید در مشهد ادامه پیدا کرد. از مهم‌ترین آثاری که در مشهد تولید شد، هفت اورنگ اثر جامی است. به‌طور کلی در مشهد به ویژگیهای جدیدی برمی‌خوریم که عبارت‌اند از تاکیدهای رنگی به وسیله لکه‌های سفید، غلبه پیدا کردن خطوط نرم و منحنی شکل، وجود درختان کهنسال، صخره‌های قطعه قطعه و جوانهایی لاغر باگردن بلند و صورتی گرد. در موازات بیست سالی که مشهد به فعالیت خود ادامه می‌داد، در پایتخت صفویان در قزوین کتاب آرایی رونق زیادی نداشت و تنها در دوره کوتاه مدتی در زمان اسماعیل دوم، به دنباله سبک مشهد آثار کمی تولید شد.

### مکتب اصفهان
بعد از هرج و مرج ده ساله، شاه عباس بر تخت صفویان نشست و بعد از تثبیت قدرت پایتخت خود را به اصفهان برد. در این دوره همه هنرهای صناعی رواج پیدا می‌کنند و در خدمت سلیقه شاه قرار می‌گیرند و به همین دلیل است که با تمایل شاهان صفوی به هنر غرب، این هنر به پوسته زیرین جامعه نیز نفوذ می‌کند. معماری، منسوجات، فرشها و سفالگری این دوره ستایشگران پر و پا قرصی داشته‌اند؛ با این وجود، با توسل به نقدی منصفانه، تقریباً در تمام هنرهای این دوره می‌توان انحطاطی در سرزندگی و خلاقیت یافت. البته شرایط هنر نقاشی، جریانی متفاوت و پیشرو داشت چرا که تقریباً مستقل از حمایت دربار بود. در این دوره و حتی قبل‌تر از مکتب اصفهان با سبکی جدید روبرو هستیم که هنرمند آثاری مستقل از کتاب را به صورت گسترده تولید می‌کند. بروز این پدیده به دو عامل بستگی داشت: کاهش حمایت درباری و رشد طبقه بازرگانان. در واقع سلیقه شاهان در حال تغییر بود و هنرمندان نمی‌توانستند تنها بر حمایت دربار تکیه کنند و به همین دلیل به سمت سرمایه‌داران و نوکیسه‌ها می‌رفتند و از آنجایی که آنها نیز توانایی مالی تولید یک کتاب کامل را نداشتند به تک‌نگاره بسنده می‌کردند. در این میان هنرمندی جوان و با استعداد به نام رضا عباسی ظهور می‌کند که این نوع سبک از نقاشی را به کمال خود می‌رساند. اسلوب کار رضا عباسی بر اساس ارزشهای خطی استوار بود به این صورت که از طریق ضخامت و نازکی خطوط به اثر حجم می‌داد. در نگاره‌هایش معمولاً پیکره‌ها بزرگ، و بی‌ارتباط با محیط بودند. بعدها معین مصور با سبک رضا عباسی را با تلفیقی از سبک شخصی خود ادامه داد. به‌طور کلی می‌توان گفت پیوند نقاشی با ادبیات سست شده بود و خط بر رنگ در هنر نگارگری فایق شده بود. این دو اتفاق باعث شده بود تا هنرمند به اطراف خود بنگرد و وقایع مختلف روزمره را به ثبت برساند. رفته رفته سنت کارگاهی ضعیف‌تر شدند و ارزش فردی هر هنرمند به صورت مستقل در این دوره افزوده شد. به همین دلیل امضا زدن همراه با رقمزنی‌های طولانی در این دوره رواج پیدا کرد که خصوصاً در آثار معین مصور زیاد دیده می‌شود.
نقاشی دیواری از دیگر هنرهایی بود که در سده یازدهم هجری در کاخهای صفوی اصفهان جلوه پیدا می‌کنند و ادامه دهنده شیوه دیوارنگاری مکتب قزوین هستند. ترکیب بندیهای نقاشیهای دیواری شبیه به نگارگریهای داخل کتابها هستند و وقتی در مقیاسی بزرگ اجرا می‌شدند، حس ظرافتی که در کتابها داشتند را از دست می‌دادند. کم‌کم با ورود اروپاییان سبک نقاشی غربی وارد نقاشی‌های ایران می‌شود و سلیقه شاهان صفوی را جذب می‌کند. در اواخر این دوره شاهد دو جریان اصلی هستیم، اولی سبک خاص و مستقل نگارگرانی چون رضاعباسی و معین مصور و دومی نقاشانی چون محمد زمان که به طبیعتگرایی اروپایی جلب شده‌اند و آثار آنها را مکتب ایتالیا اصفهان خوانده‌اند. گرایش اول تا پایان زندگی معین مصور ادامه پیدا می‌کند اما گرایش طبیعت‌گرایی به خواستارانش افزوده می‌شود و قانونمندتر و رسمی می‌شود و سرآغازی نو را در سبک نگارگری ایرانی رغم می‌زند.

### مکتب قاجار

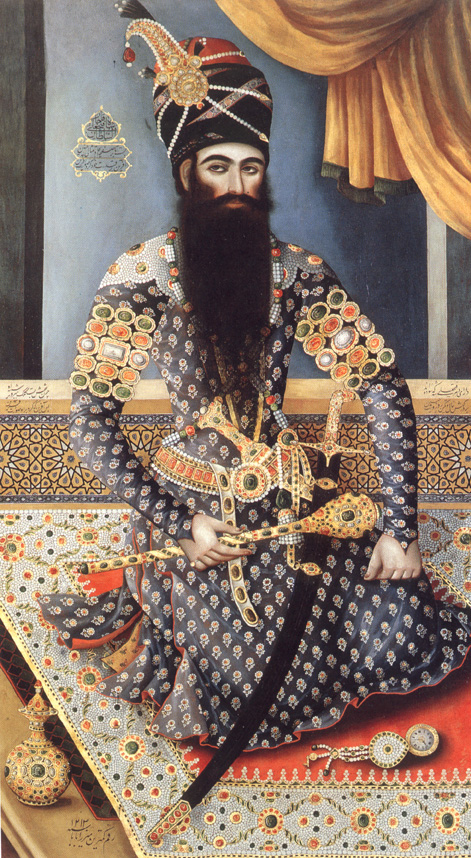
فتحعلی‌شاه قاجار اثر میرزابابا اصفهانی

مکتب نقاشی قاجار در دوره زند شروع شد و تا دورهٔ قاجار و کمی پس از آن امتداد یافت. این شیوه به عنوان سبکی منسجم و مکتبی متشکل در نقاشی ایران از جایگاه ویژه‌ای برخوردار است که همهٔ ویژگی‌های موضوعی و کاربردی یک مکتب نقاشی را دارد. این شیوه بیشتر از تلفیق ویژگی‌های هنر نقاشی سنتی ایرانی با عناصر و شیوه‌های از نقاشی اروپایی شکل گرفت. هرچند آثاری نزدیک به این شیوه از دوره صفوی در ایران تاحدی مرسوم بود و «فرنگی سازی» نامیده می‌شد اما ابتدا در دوره زند و در ادامه آن در دوره قاجار شکل مشخص خود را یافت. گونه‌ای از نقاشی عامیانه با عنوان نگارگری قهوه‌خانه‌ای پدید آمد.

## نگارخانه

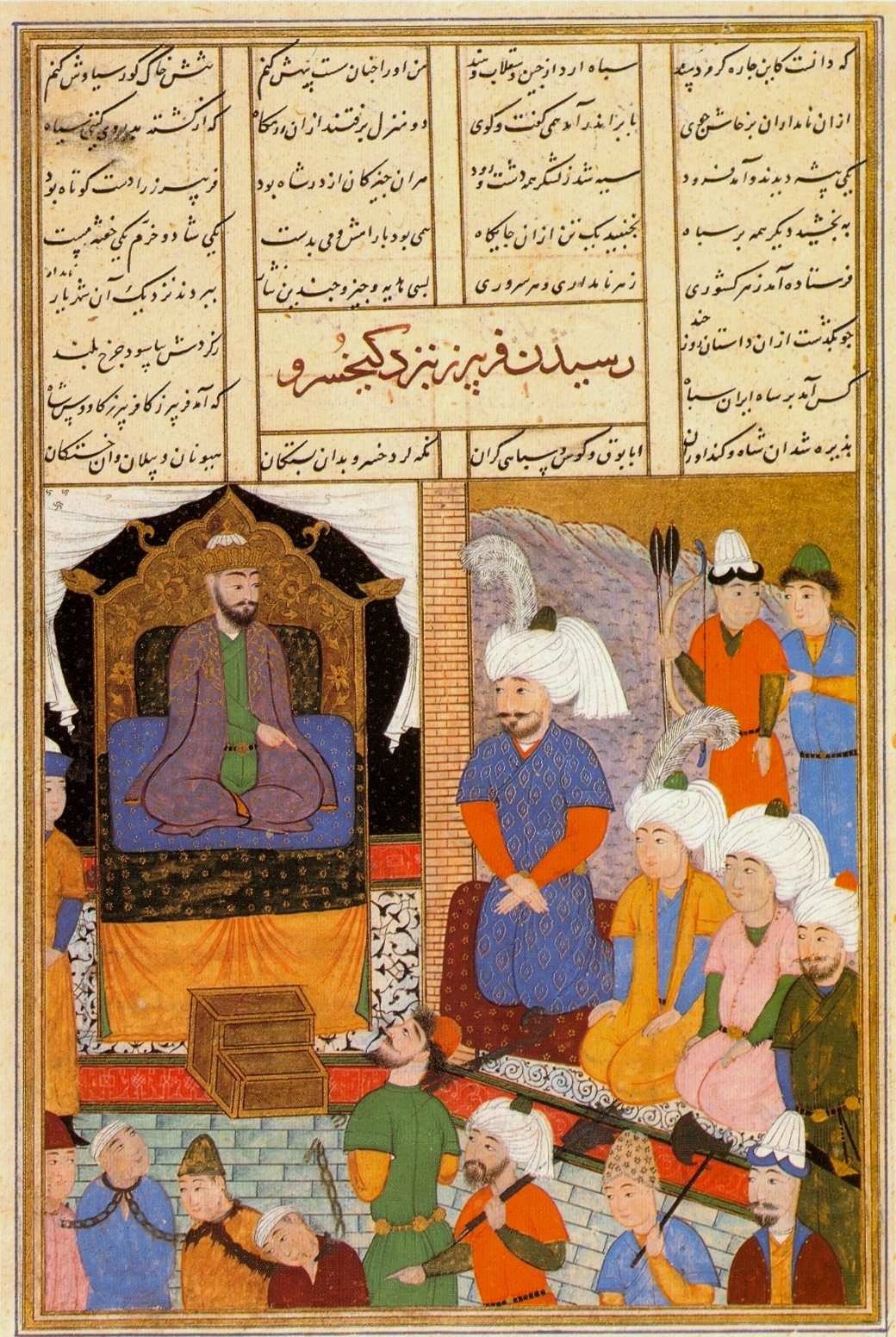
صحنه‌ای از کتاب ترکمن شاهنامهٔ سر بزرگ گیلان،  ۱۴۹۴ میلادی
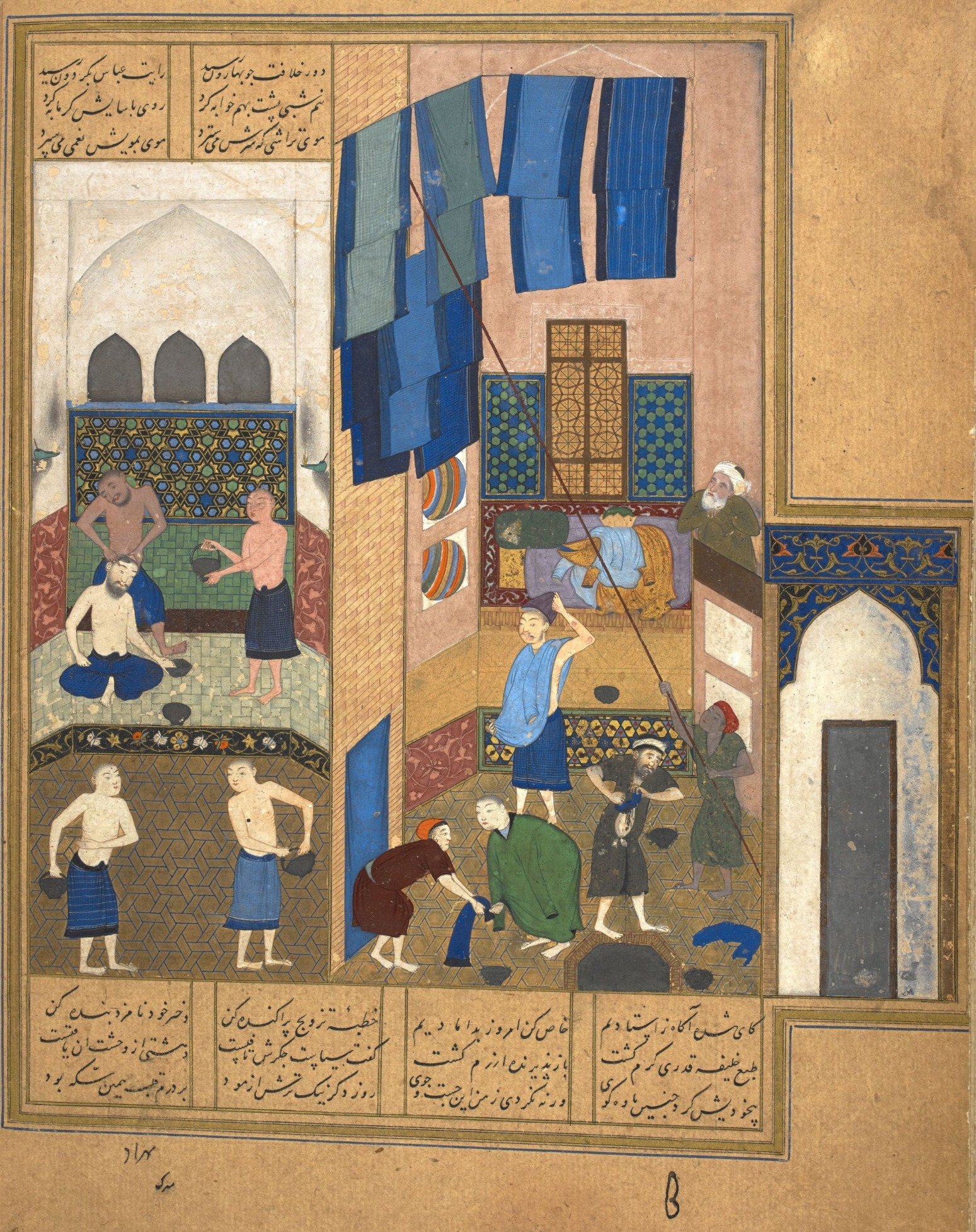
مجلس حمام عمومی اثر کمال الدین بهزاد
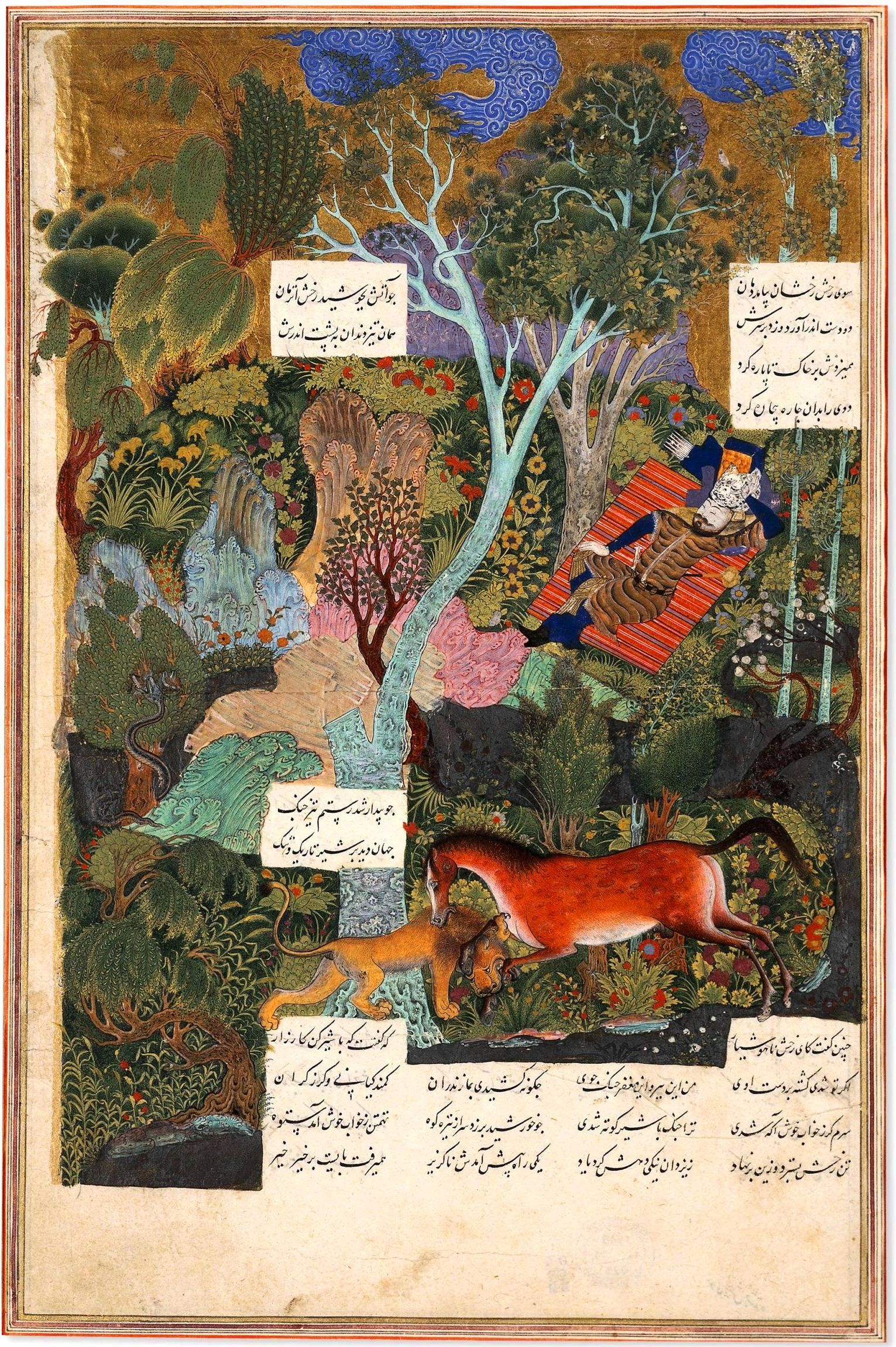
رستم خوابیده در حالی که اسبش رخش از او در برابر شیر دفاع می‌کند. احتمالا از آثار آغازین سلطان محمد،  ۱۵۱۵-۲۰
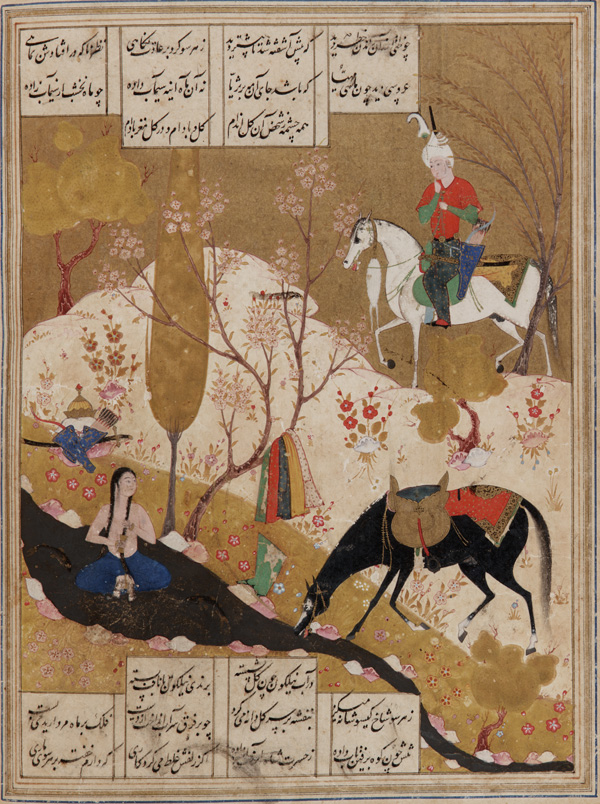
خسرو شیرین را برای اولین بار می‌بیند ۱۵۵۴ میلادی
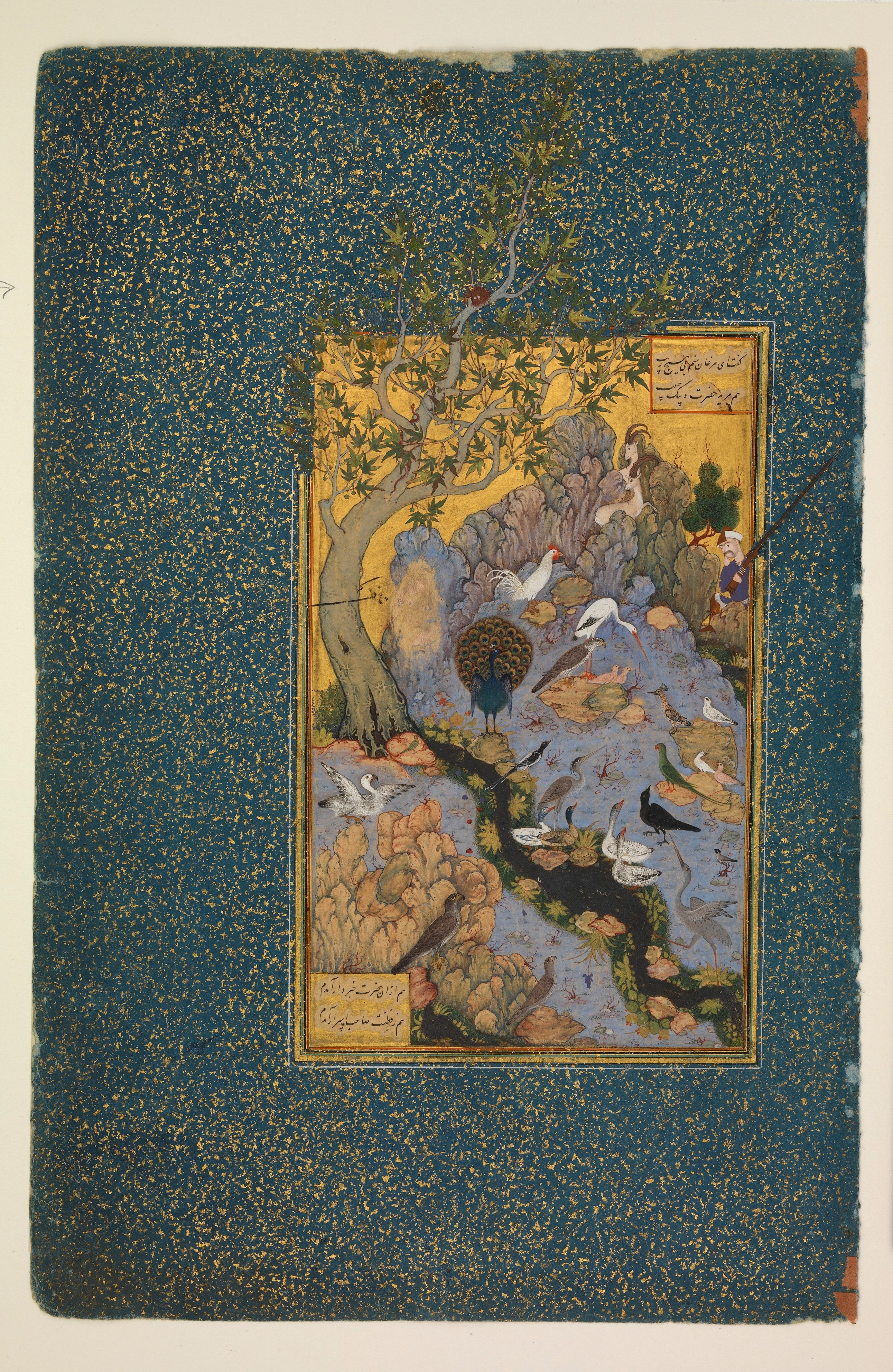
صحنه‌ای از کتاب منطق الطیر اثر عطار نیشابوری، اوایل ۱۶۰۰ میلادی
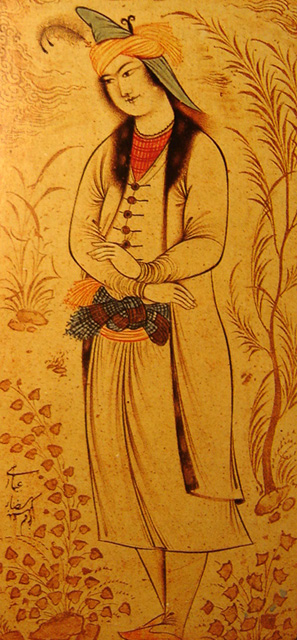
شاهزاده محمد بیک گرجی اثر رضا عباسی ۱۶۲۰ میلادی
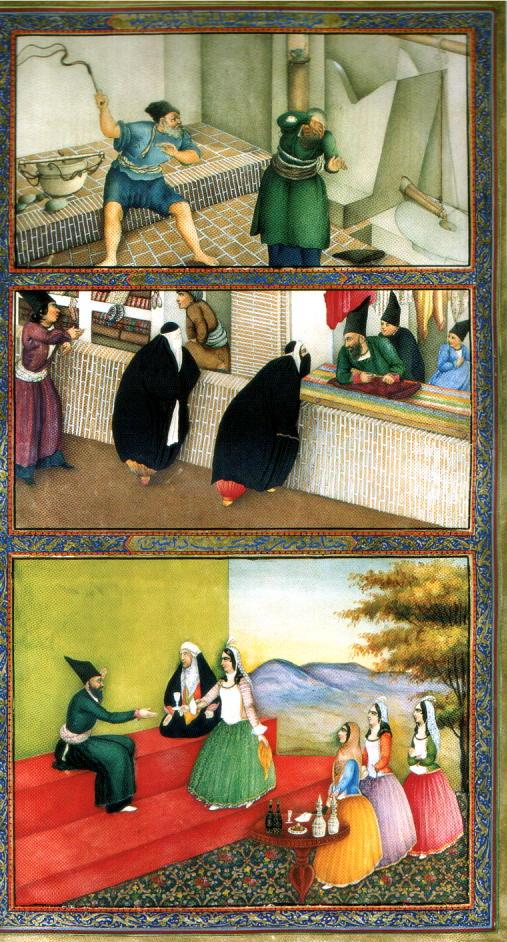
صحنه‌ای از داستان هزار و یک شب اثر صنیع الملک، تهران،, حدود ۱۲۰۰ هجری شمسی
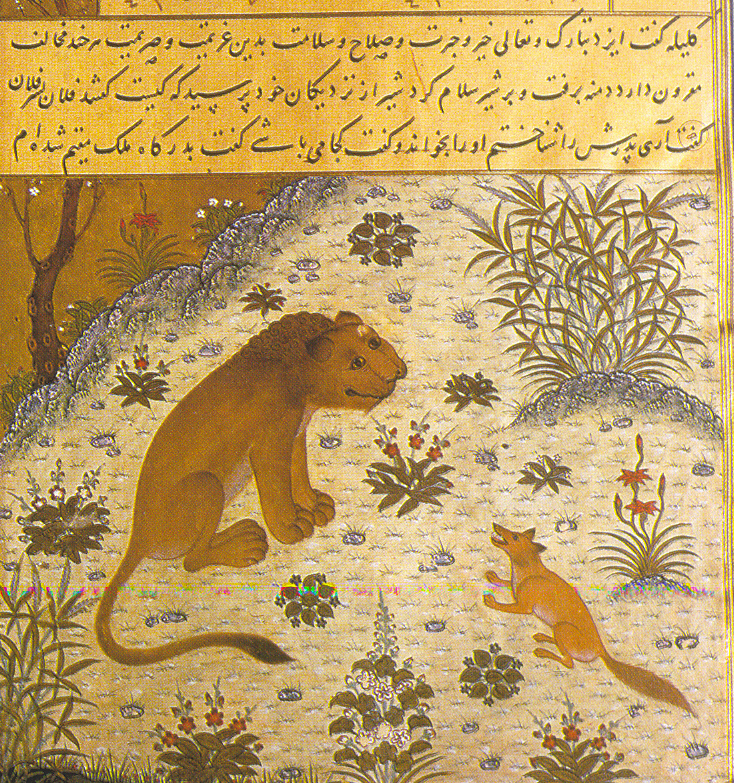
کلیله و دمنه
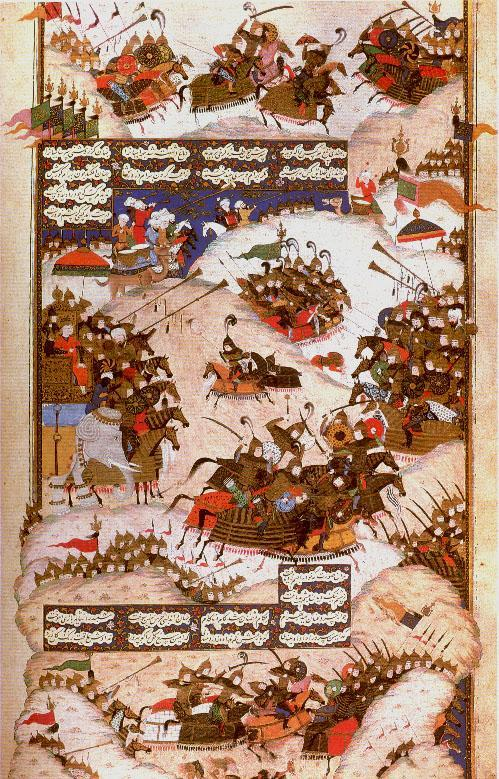
خسرو و بهرام چوبین در جنگ، اثر درویش محمد، تبریز، خمسه نظامی، سده هشتم هجری، سبک ترکمن
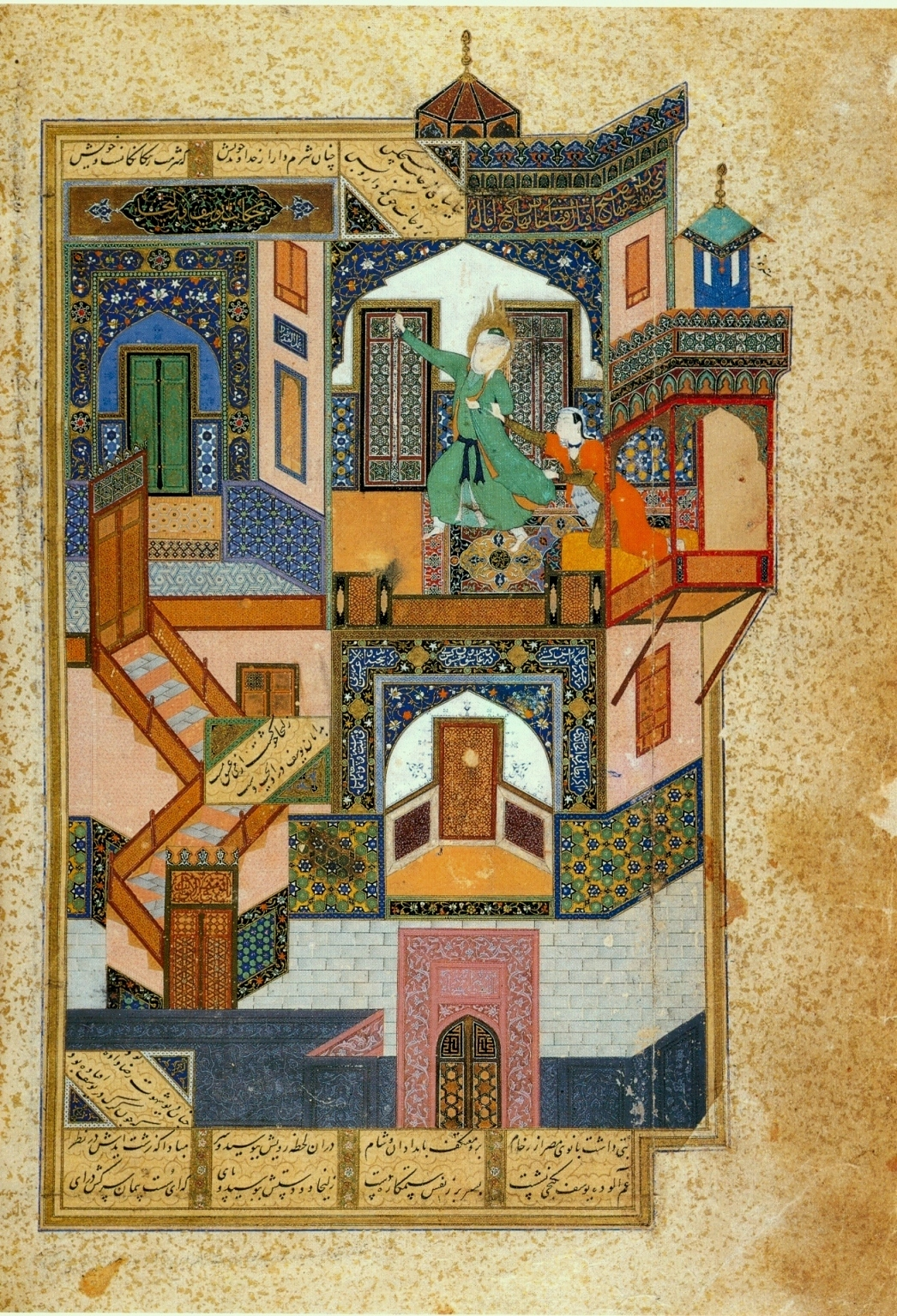
نگارهٔ گریز یوسف از زلیخا، بوستان سعدی، اثر کمال الدین بهزاد،
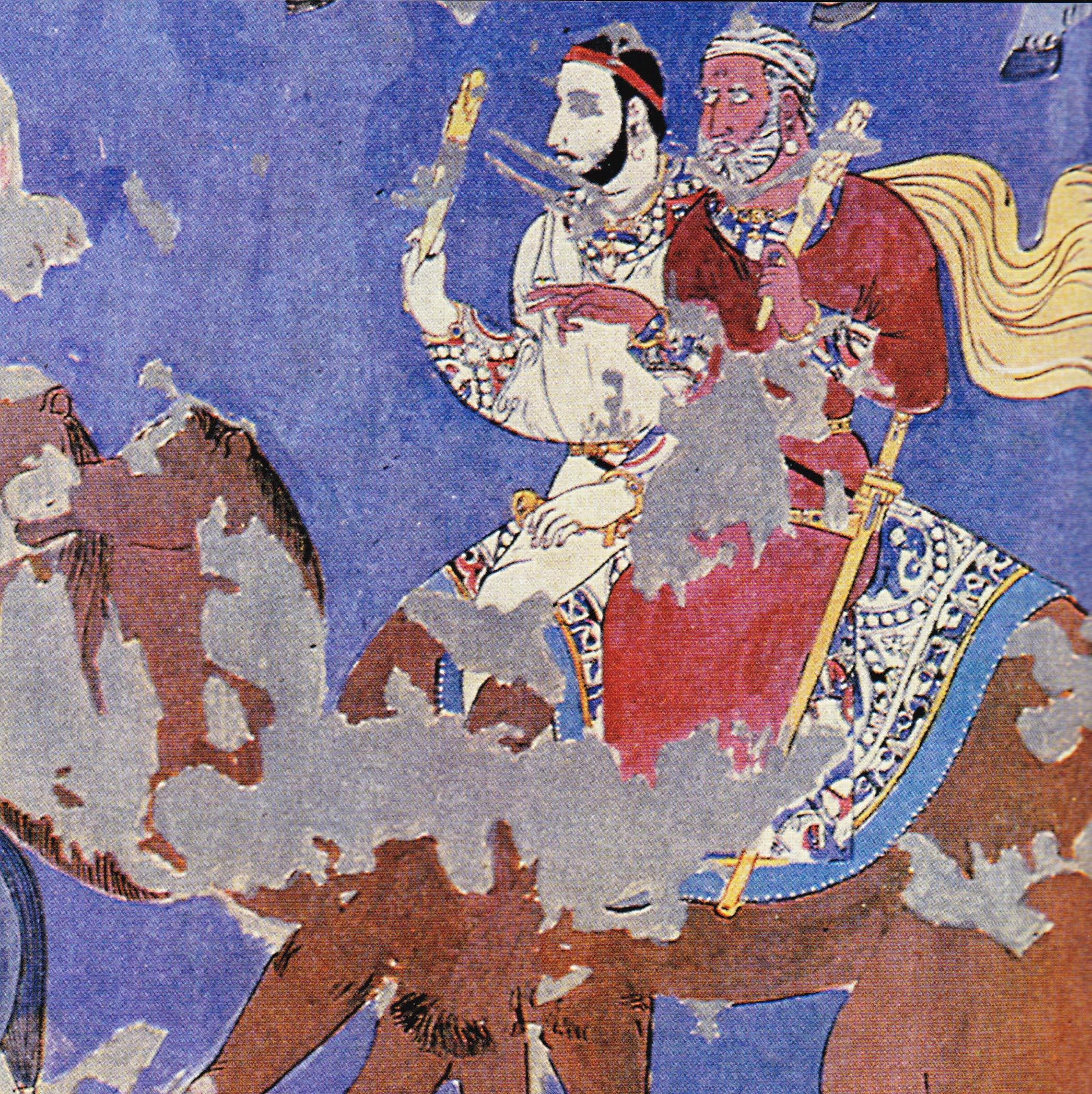
دیوارنگاره فرستادگان چغان به افراسیاب، سمرقند، اواخر سده ۷.م
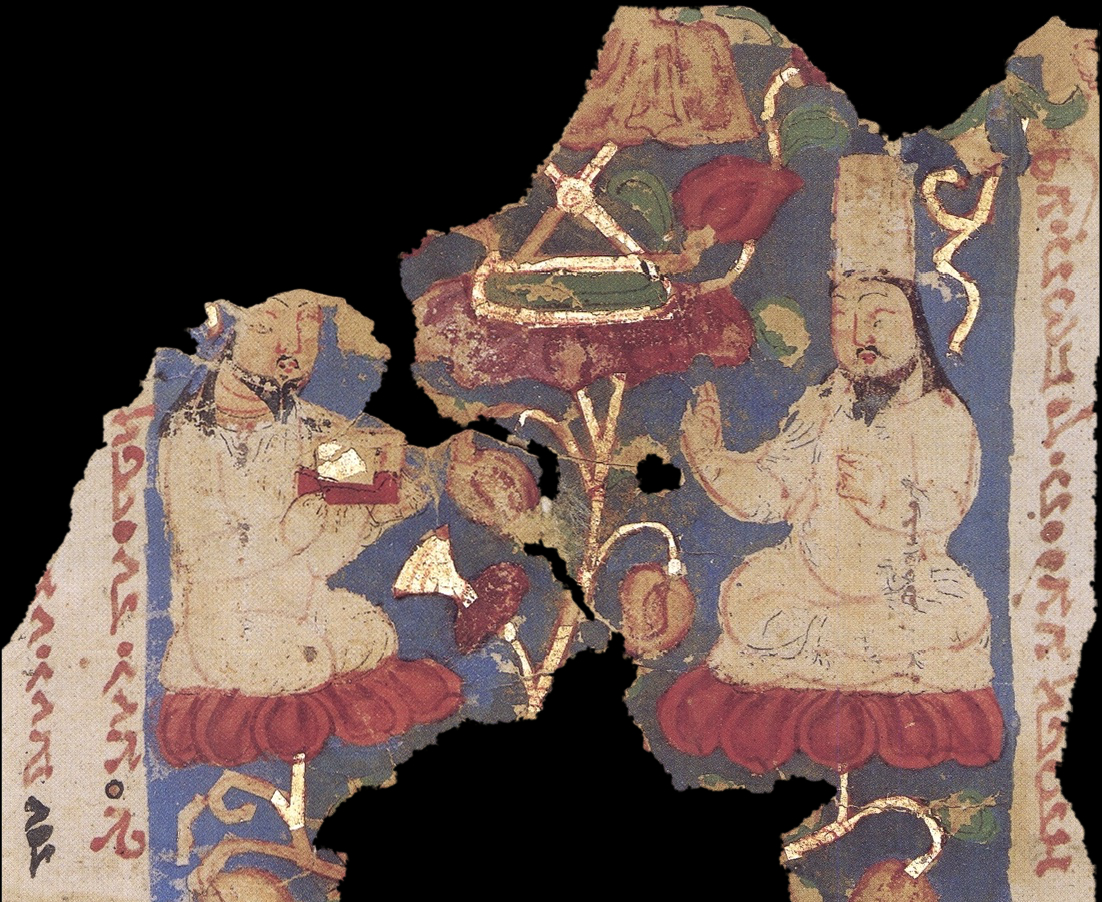
بخشی از نگاره کتاب مانی به خط سغدی
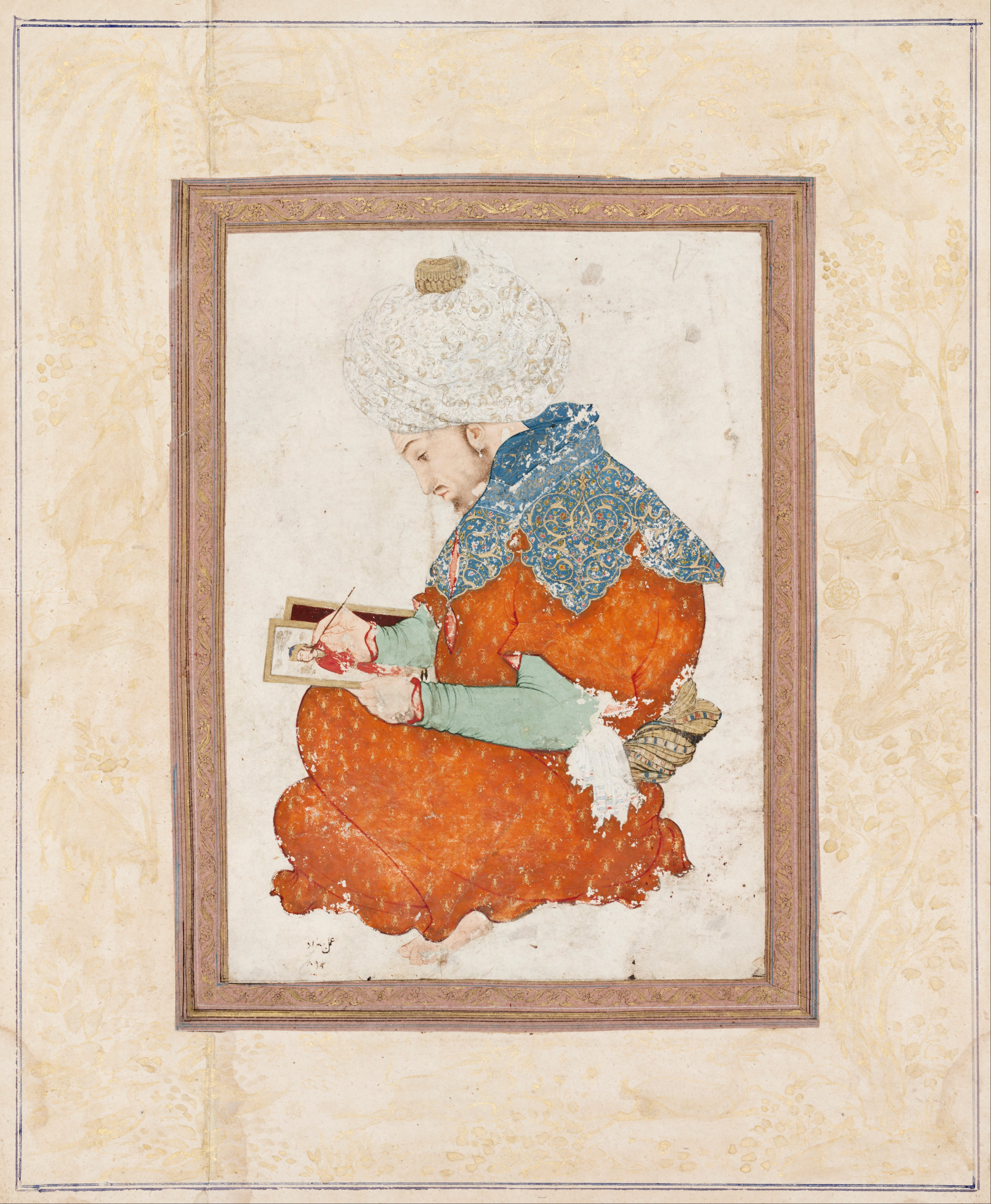
یک نگارگر در حال کار، مجموعهٔ سلطنتی آل صباح
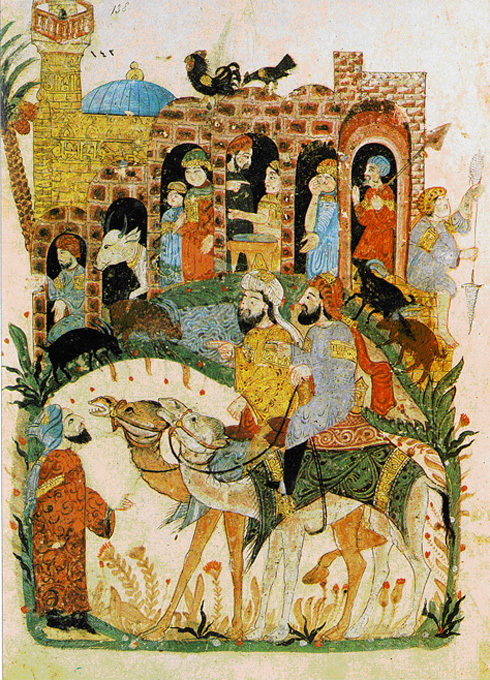
نگاره‌ای از کتاب مقامات الحریری نوشته حریری اثر یحیی بن محمود الواسطی - بغداد - ۱۲۳۷ میلادی
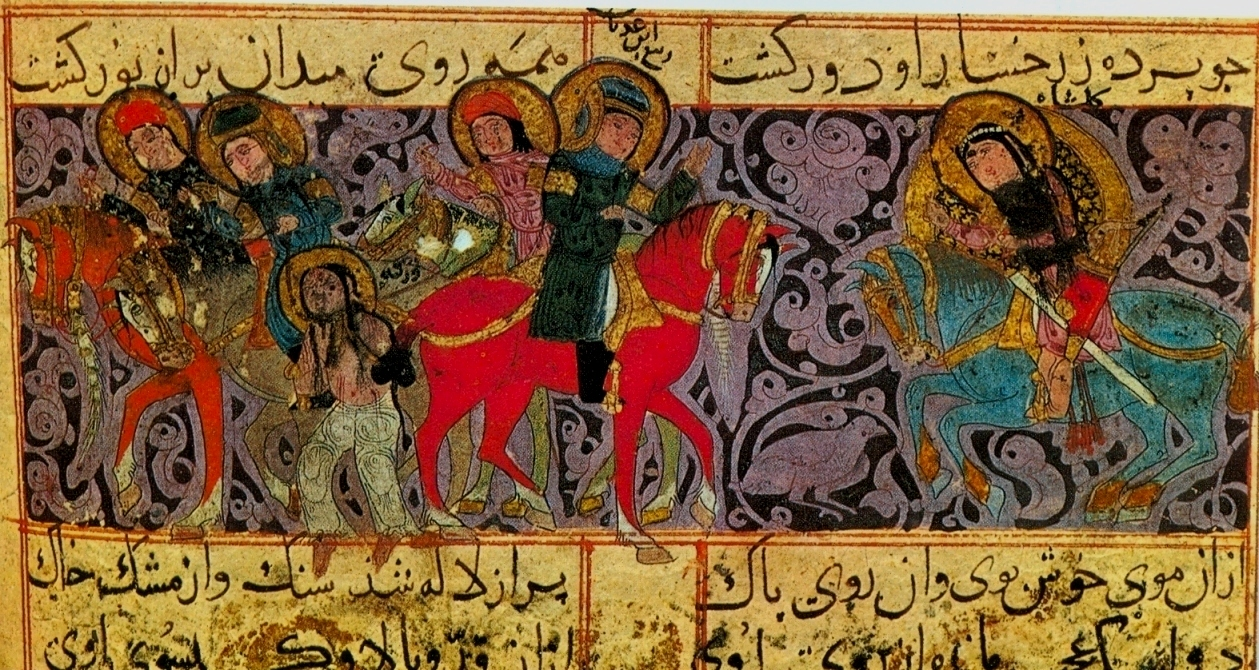
برگی از ورقه و گلشاه اثر مومن محمد خویی، دیوارسواران، محتملا آذربایجان، نیمه نخست سده هفتم میلادی، از عناصر شاخص در ورقه و گلشاه چهرهای ماهرو، هاله‌های طلایی دور سر و بازبندهای طلایی است
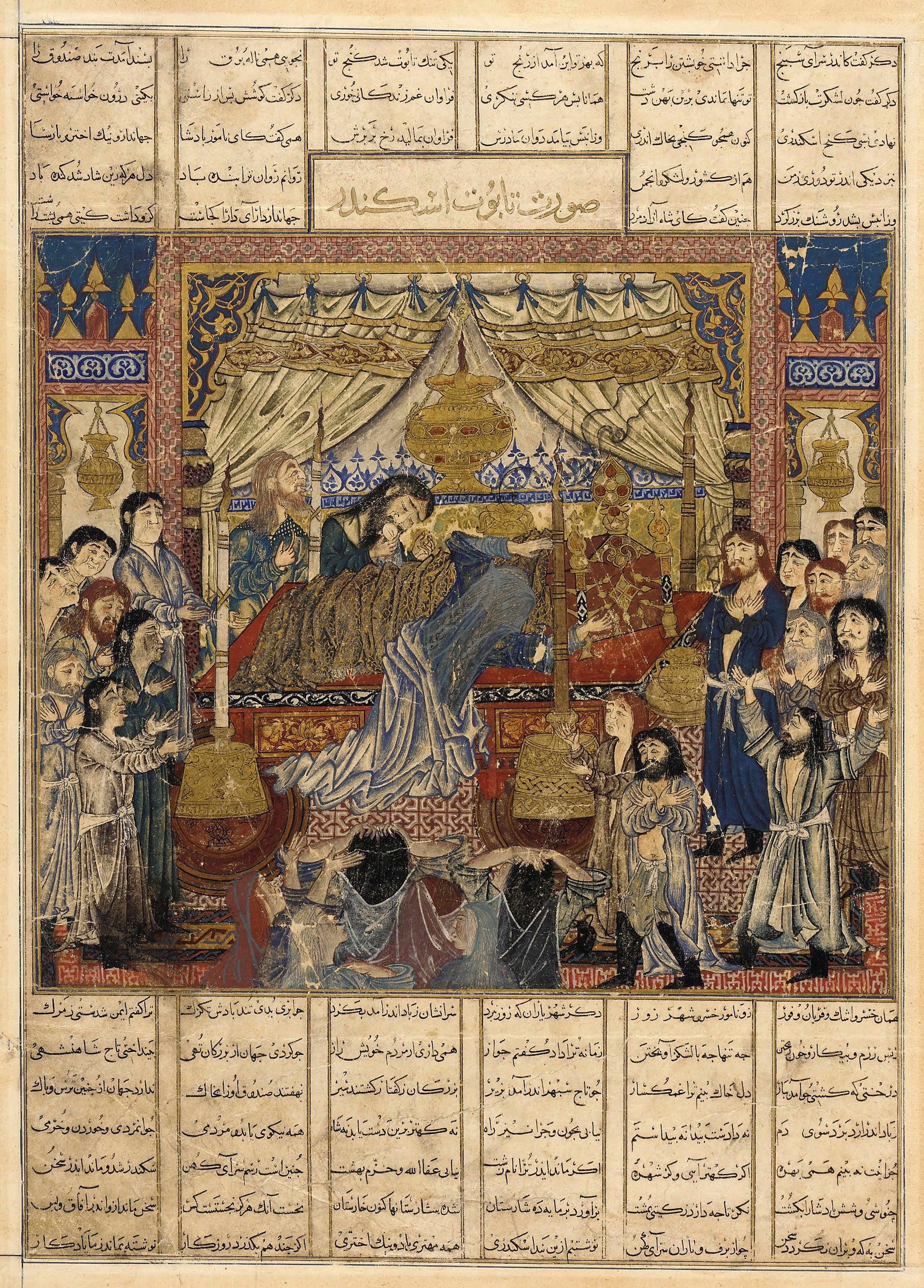
نگاره زاری بر مرگ اسکندر، شاهنامه دموت